# Премія MBC за акторську гру
Премія MBC за акторську гру (кор. MBC 연기대상, англ. MBC Drama Awards) — щорічна південнокорейська премія, що присвоюється за видатні заслуги у сфері корейських драм та в телевізійній сфері. Премію було заснована у 1974 році каналом Munhwa Broadcasting Corporation. Церемонія проходить 30 грудня кожного року.
У 2014, 2015 і 2016 роках переможців нагороди «Великий приз (тесан)» визначали за голосам глядачів, а не за рішенням професійних суддів, як було раніше і як в преміях KBS та SBS. У 2017 році внесли зміни у процес обрання переможця нагороди «Великий приз (тесан)» і тому на «Премії MBC драма 2017» переможця вже обирали за рішенням професійних суддів.

## Зміна назви премії
- 1-а назва: Премія MBC за телевізійну акторську гру (кор. MBC 탤런트연기상) (1974)
- 2-а назва: Церемонія нагородження MBC заслужених акторів (кор. MBC 유공연기자 시상식) (1975)
- 3-а назва: Нагорода MBC за акторську гру[a] (кор. MBC 연기상) (1976)
- 4-а назва: Церемонія нагородження MBC акторів за високу майстерність/Розважальна премія MBC (кор. MBC 최우수연기자 시상식/MBC 연예대상) (1977)
- 5-а назва: Телерадіомовна премія MBC за акторську гру (кор. MBC 방송연기상) (1978 — 1982)
- 6-а назва: Премія MBC за акторську гру (кор. MBC 연기대상) (1983 — 1990)
- 7-а назва: Телерадіомовна премія MBC (кор. MBC 방송대상) (1991 — 1994)
- 8-а назва: Премія MBC за акторську гру (кор. MBC 연기대상) (1995 — 2010)
- 9-а назва: Премія драми MBC (кор. MBC 드라마대상) (2011)
- 10-а назва: Премія MBC за акторську гру (кор. MBC 연기대상) (2012 — донині)

## Категорії
- Великий приз
- Драма року
- Нагорода за високу майстерність
- Нагорода за майстерність
- Золота нагорода за акторську гру
- Найкращий актор другого плану
- Найкраща акторка другого плану
- Найкращий новий актор
- Найкраща нова акторка
- Найкращий юний актор
- Найкраща юна акторка
- Найкращий автор/Найкраща авторка
- Найкраща пара
- Нагорода за досягнення

## Великий приз (Тесан)
З моменту заснування премії у 1974 році до 1984 року категорія «Нагорода за високу майстерність» (або «Найкраща жіноча/чоловіча роль в телепрограмах») відповідала категерії «Великий приз (Тесан)». Починаючи з 1985 року почали вручати нагороду в категорії «Великий приз (Тесан)»,  проте сама назва цієї нагороди (кор. 대상) з'явилася в корейській назві премії (кор. MBC 연기대상) на два роки раніше, а саме в 1983 році.

### До 1985 року
| №  | Рік  | Категорія                                                        | Переможець               | Робота                                                                   | Примітки      |
| -- | ---- | ---------------------------------------------------------------- | ------------------------ | ------------------------------------------------------------------------ | ------------- |
| 1  | 1974 | Нагорода за високу майстерність (актор)                          | Чхве Пуль Ам             | «Каннамська сім'я»                                                       | [ 5 ] [ 7 ]   |
| 1  | 1974 | Нагорода за високу майстерність (акторка)                        | Кім Хє Джа               | «Каннамська сім'я»                                                       | [ 5 ] [ 7 ]   |
| 2  | 1975 | Нагорода за високу майстерність (телевізійний актор) Премії MBC  | Чон Ун                   | «Ворота синівської шани до батьків»                                      | [ 8 ]         |
| 2  | 1975 | Нагорода за високу майстерність (телевізійна акторка) Премії MBC | Чон Хє Сон               | «Очерет»                                                                 | [ 8 ]         |
| 3  | 1976 | Нагорода за високу майстерність (телевізійна актор)              | Кім Му Сен               | «Завзятісь», «Саміінґок»                                                 | [ 9 ]         |
| 3  | 1976 | Нагорода за високу майстерність (телевізійна акторка)            | Кім Ча Ок                | «Неодружена жінка з гір Сверан»                                          | [ 9 ]         |
| 4  | 1977 | Нагорода за високу майстерність (телевізійний актор)             | Лі Чон Ґіль              | Н/Д                                                                      | [ 10 ]        |
| 4  | 1977 | Нагорода за високу майстерність (телевізійна акторка)            | Лі Хьо Чхун              | Н/Д                                                                      | [ 10 ]        |
| 4  | 1977 | Великий приз (Тесан)                                             | Чхве Пуль Ам             | Н/Д                                                                      | [ 12 ]        |
| 5  | 1978 | Найкраща чоловіча роль в телепрограмах                           | Лі Чон Ґіль              | «Теплі руки»                                                             | [ 13 ]        |
| 5  | 1978 | Найкраща жіноча роль в телепрограмах                             | Кім Хє Джа               | «Ви»                                                                     | [ 13 ]        |
| 6  | 1979 | Найкраща чоловіча роль в телепрограмах                           | О Чі Мьон                | «Мамо, мені подобається тато»                                            | [ 14 ]        |
| 6  | 1979 | Найкраща жіноча роль в телепрограмах                             | Чон Хє Сон               | «113-й розслідувальний підрозділ — Два сини Півдня і Півночі»            | [ 14 ]        |
| 7  | 1980 | Найкраща чоловіча роль в телепрограмах                           | Чхве Пуль Ам             | Н/Д                                                                      | [ 15 ]        |
| 7  | 1980 | Найкраща жіноча роль в телепрограмах                             | Кім Йон Ран              | Н/Д                                                                      | [ 15 ]        |
| 8  | 1981 | Нагорода за високу майстерність в телепрограмах                  | Чо Кьон Хван Кім Йон Ран | «Вчитель-тигр» «Пустотлива міледі»                                       | [ 16 ]        |
| 9  | 1982 | Найкраща чоловіча роль в телепрограмах                           | Пак Кю Чхе               | «Перша республіка», «Хроніки зречення: Кім Кап Сун — мільйонер з Конджу» | [ 17 ]        |
| 9  | 1982 | Найкраща жіноча роль в телепрограмах                             | Лі Мі Сук                | «Жіноча історія — Чан Хі Бін»                                            | [ 17 ]        |
| 10 | 1983 | Нагорода за високу майстерність в телепрограмах                  | Чон Хє Сон               | «Кан Нан І»                                                              | [ 18 ]        |
| 11 | 1984 | Нагорода за високу майстерність в драмах                         | Чон Е Рі Вон Мі Ґьон     | «Кохання і правда»                                                       | [ 19 ] [ 20 ] |

### Після 1985 року
| №  | Рік  | Переможець             | Робота                                   | Примітки      |
| -- | ---- | ---------------------- | ---------------------------------------- | ------------- |
| 12 | 1985 | Кім Йон Рім            | «Срібна трава»                           | [ 6 ] [ 21 ]  |
| 13 | 1986 | Кім Су Мі              | «Сезон чоловіків», «Сільські щоденники»  | [ 22 ] [ 23 ] |
| 14 | 1987 | Лі Ток Хва             | «Кохання та амбіції»                     | [ 24 ] [ 25 ] |
| 15 | 1988 | Кім Хє Джа             | «Пісочний замок»                         | [ 26 ]        |
| 16 | 1989 | Вон Мі Ґьон            | «Щаслива жінка»                          | [ 27 ]        |
| 17 | 1990 | Ко Ду Сім              | «Танцювальний каяґим»                    | [ 28 ]        |
| 18 | 1991 | Кім Хі Е               | «Поза горами»                            | [ 29 ]        |
| 19 | 1992 | Кім Хє Джа             | «Що таке кохання?», «Сільські щоденники» | [ 30 ]        |
| 20 | 1993 | Кім Хі Е               | «Сини та доньки», «Сезон штормів»        | [ 31 ]        |
| 21 | 1994 | Чхе Сі Ра              | «Сеульський місяць», «Дівчина мого сина» | [ 32 ]        |
| 22 | 1995 | Чхе Сі Ра              | «Дівчина мого сина», «Квартира»          | [ 33 ]        |
| 23 | 1996 | Кім Хє Су              | «Партнер», «Аромат цвітіння яблуні»      | [ 34 ]        |
| 24 | 1997 | Чхве Чін Сіль          | «Зірка в моєму серці», «Ти і я»          | [ 35 ] [ 36 ] |
| 25 | 1998 | Кім Чі Су              | «Побачити знову і знову»                 | [ 37 ]        |
| 26 | 1999 | Кім Хє Джа             | «Троянди та паростки сої»                | [ 38 ]        |
| 27 | 2000 | Чон Кван Рьоль         | «Хо Чун»                                 | [ 39 ]        |
| 28 | 2001 | Чха Ін Пхьо            | «Її будинок»                             | [ 40 ]        |
| 29 | 2002 | Чан Со Хі              | «Пані русалка»                           | [ 41 ]        |
| 30 | 2003 | Лі Йон Е               | «Те Чан Ким»                             | [ 42 ]        |
| 31 | 2004 | Кан Чон Хун            | «Ода про річку Хан»                      | [ 43 ] [ 44 ] |
| 32 | 2005 | Кім Сон А              | «Моя кохана Сам Сун»                     | [ 45 ]        |
| 33 | 2006 | Сон Іль Гук            | «Джумонг»                                | [ 46 ]        |
| 34 | 2007 | Пе Йон Чжун            | «Легенда»                                | [ 47 ]        |
| 35 | 2008 | Кім Мьон Мін           | «Вірус Бетховена»                        | [ 48 ]        |
| 35 | 2008 | Сон Син Хон            | «Схід Едему»                             | [ 48 ]        |
| 36 | 2009 | Ко Хьон Джон           | «Королева Сондок»                        | [ 49 ]        |
| 37 | 2010 | Хан Хьо Джу            | «Дон Ї»                                  | [ 50 ]        |
| 37 | 2010 | Кім Нам Джу            | «Королівський реверанс»                  | [ 50 ]        |
| 38 | 2011 | Великий приз для драми | «Величне кохання»                        | [ 51 ]        |
| 39 | 2012 | Чо Син У               | «Королівський лікар»                     | [ 52 ]        |
| 40 | 2013 | Ха Чі Вон              | «Імператриця Кі»                         | [ 53 ]        |
| 41 | 2014 | Лі Ю Рі                | «Чан Бо Рі вже тут!»                     | [ 54 ]        |
| 42 | 2015 | Чі Сон                 | «Вбий мене, зціли мене»                  | [ 2 ]         |
| 43 | 2016 | Лі Чон Сок             | «W — Два світи»                          | [ 55 ]        |
| 44 | 2017 | Кім Сан Джун           | «Повстанець»                             | [ 56 ] [ 57 ] |
| 45 | 2018 | Со Чі Соп              | «Мій таємний Терріус»                    | [ 58 ]        |
| 46 | 2019 | Кім Тон Ук             | «Спеціальний інспектор з праці»          | [ 59 ] [ 60 ] |
| 47 | 2020 | Пак Хе Джін            | «Інтерн в Кконде»                        | [ 61 ]        |
| 48 | 2021 | Нам Кун Мін            | «Вуаль»                                  | [ 62 ]        |
| 49 | 2022 | Лі Чон Сок             | «Базіка»                                 | [ 63 ] [ 64 ] |
| 50 | 2023 | Нам Кун Мін            | «Закохані»                               | [ 65 ] [ 66 ] |
| 51 | 2024 | Хан Соккю              | «Сумнів»                                 | [ 67 ] [ 68 ] |

## Драма року
| Рік  | Переможець                 |
| ---- | -------------------------- |
| 2006 | «Дивна пара»               |
| 2011 | «Величне кохання»          |
| 2012 | «Місяць, що обіймає сонце» |
| 2013 | «Столітня спадщина»        |
| 2014 | «Чан Бо Рі вже тут!»       |
| 2015 | «Вбий мене, зціли мене»    |
| 2016 | «W — Два світи»            |
| 2017 | «Повстанець»               |
| 2018 | «Мій таємний Терріус»      |
| 2019 | «Надзвичайна ти»           |
| 2020 | «Інтерн в Кконде»          |
| 2021 | «Червоний рукав»           |
| 2022 | «Базіка»                   |
| 2023 | «Закохані»                 |
| 2024 | «Інспектор-детектив 1958»  |

## Нагорода за високу майстерність

### Найкращий актор
| Рік  | Переможець     | Робота                                     |
| ---- | -------------- | ------------------------------------------ |
| 1985 | Ім Чхе Му      | «Тато, наш тато»                           |
| 1986 | Ю Ін Чхон      | «Сільські щоденники», «Перше кохання»      |
| 1987 | Лі Йон Ху      | «Природа», «Людський ринок»                |
| 1987 | Нам Сон Хун    | «Кохання та амбіції»                       |
| 1988 | Кім Сан Сун    | «Три жінки», «Інспектор-детектив»          |
| 1989 | Ім Хьон Сік    | «Три родини під одним дахом», «П'ятий ряд» |
| 1990 | Пак Кю Чхе     | «Та жінка»                                 |
| 1991 | Чхве Че Сон    | «Очі світанку»                             |
| 1992 | Чхве Су Джон   | «Сини та доньки»                           |
| 1993 | Чхве Су Джон   | «Сини та доньки», «Пілот»                  |
| 1994 | Хан Сок Ґю     | «Сеульський місяць»                        |
| 1995 | Чон По Сок     | «Дівчина мого сина»                        |
| 1996 | Пек Іль Соп    | «Сольона скумбрія»                         |
| 1997 | Чан Тон Ґон    | «Медичні брати»                            |
| 1998 | Кім Син У      | «Спогади»                                  |
| 1998 | Сон Чхан Мін   | «Серце брехні», «Адвокат»                  |
| 1999 | Сон Чхан Мін   | «Троянди та паростки сої», «Кукхі»         |
| 2000 | Ан Че Ук       | «Погані друзі», «Мати та старша сестра»    |
| 2001 | Чха Ін Пхьо    | «Її будинок»                               |
| 2001 | Кан Сок У      | «Як мені бути?»                            |
| 2003 | Кім Ре Вон     | «Коти на даху»                             |
| 2004 | Чхве Мін Су    | «Ода про річку Хан»                        |
| 2004 | Лі Со Джін     | «Фенікс»                                   |
| 2005 | Ерік Мун       | «Супер новачок»                            |
| 2005 | Хьон Бін       | «Моя кохана Сам Сун»                       |
| 2006 | Чон Кван Рьоль | «Джумонг»                                  |
| 2006 | Сон Іль Гук    | «Джумонг»                                  |
| 2007 | Кім Мьон Мін   | «За білою вежею»                           |
| 2007 | Лі Со Джін     | «Лі Сан»                                   |
| 2008 | Чо Че Хьон     | «Нове серце»                               |
| 2008 | Чон Чун Хо     | «Останній скандал мого життя»              |
| 2009 | Ом Тхе Ун      | «Королева Сондок»                          |
| 2009 | Юн Сан Хьон    | «Королева домогосподарок»                  |
| 2010 | Чі Чін Хі      | «Дон Ї»                                    |
| 2010 | Чон Чун Хо     | «Королівський реверанс»                    |

### Найкраща акторка
| Рік  | Переможець     | Робота                                      |
| ---- | -------------- | ------------------------------------------- |
| 1985 | Кім Су Мін     | «Сільські щоденники»                        |
| 1986 | Кім Юн Ґьон    | «Ранкова роса на кожній травичці»           |
| 1987 | Чха Хва Йон    | «Кохання та амбіції»                        |
| 1988 | Чон Ін Хва     | «500 років Чосону: Корелева Інхьон»         |
| 1989 | Кім Хі Е       | «Забути завтра», «Ваш тост»                 |
| 1990 | Чхве Мьон Ґіль | «Та жінка»                                  |
| 1991 | Чхе Сі Ра      | «Очі світанку»                              |
| 1992 | Чхве Чін Сіль  | «Ревнощі»                                   |
| 1993 | Чхе Сі Ра      | «Сини та доньки», «Пілот»                   |
| 1993 | Чхве Чін Сіль  | «Сезон штормів»                             |
| 1994 | Юн Мі Ра       | «Сеульський місяць»                         |
| 1995 | Кім Хє Су      | «Партнер»                                   |
| 1996 | Хван Сін Хє    | «Коханці»                                   |
| 1997 | Хван Сін Хє    | «Попелюшка»                                 |
| 1998 | О Йон Су       | «Жити разом із ворогом», «Кохання та успіх» |
| 1999 | Кім Хє Су      | «Чи справді ми були закохані?», «Кукхі»     |
| 2000 | Хван Су Джон   | «Хо Чун»                                    |
| 2000 | Вон Мі Ґьон    | «Аджумма»                                   |
| 2001 | Кім Нам Джу    | «Її будинок»                                |
| 2001 | Сон Юн А       | «Готельєр», «Солодкий ведмедик»             |
| 2003 | Ха Чі Вон      | «Тамо»                                      |
| 2004 | Кім Хє Су      | «Ода про річку Хан»                         |
| 2004 | Лі Ин Джу      | «Фенікс»                                    |
| 2005 | Хан Хє Джін    | «Будь сильна, Кимсун!»                      |
| 2005 | Кім Сон А      | «Моя кохана Сам Сун»                        |
| 2006 | Ха Хі Ра       | «Кохай мене якнайкраще, поки можеш»         |
| 2006 | Хан Хє Джін    | «Джумонг»                                   |
| 2007 | Кон Хьо Джін   | «Дякую»                                     |
| 2007 | Юн Ин Хє       | «Перший магазин кавового принца»            |
| 2008 | Пе Чон Ок      | «Жінка незрівняної краси, Пак Чон Ґим»      |
| 2008 | Лі Мі Сук      | «Схід Едему»                                |
| 2009 | Кім Нам Джу    | «Королева домогосподарок»                   |
| 2009 | Лі Йо Вон      | «Королева Сондок»                           |
| 2010 | Кон Хьо Джін   | «Паста»                                     |
| 2010 | Сін Ин Ґьон    | «Полум'я бажання»                           |

### Найкращий актор мінісеріалу
| Рік  | Переможець  | Робота                     |
| ---- | ----------- | -------------------------- |
| 2002 | Кам У Сон   | «Я кохаю тебе, Хьон Чон»   |
| 2011 | Чха Син Вон | «Величне кохання»          |
| 2012 | Кім Су Хьон | «Місяць, що обіймає сонце» |
| 2013 | Лі Син Ґі   | «Книга сім'ї Ку»           |
| 2014 | Чан Хьок    | «Доля кохати тебе»         |
| 2015 | Чі Сон      | «Вбий мене, зціли мене»    |
| 2016 | Лі Чон Сок  | «W — Два світи»            |
| 2017 | Ю Син Хо    | «Імператор: Володар маски» |
| 2021 | Лі Чун Хо   | «Червоний рукав»           |
| 2022 | Юк Сун Дже  | «Золота ложка»             |
| 2023 | У То Хван   | «Чосонський адвокат»       |
| 2024 | Ю Йонсок    | «Коли дзвонить телефон»    |
| 2024 | Лі Джехун   | «Інспектор-детектив 1958»  |

### Найкраща акторка мінісеріалу
| Рік  | Переможець   | Робота                             |
| ---- | ------------ | ---------------------------------- |
| 2002 | Кім Ха Ниль  | «Романтика»                        |
| 2011 | Кон Хьо Джін | «Величне кохання»                  |
| 2012 | Хан Ка Ін    | «Місяць, що обіймає сонце»         |
| 2013 | Пе Сюзі      | «Книга сім'ї Ку»                   |
| 2014 | Чан На Ра    | «Доля кохати тебе»                 |
| 2015 | Хван Чон Им  | «Вбий мене, зціли мене»            |
| 2016 | Хан Хьо Джу  | «W — Два світи»                    |
| 2017 | Ха Чі Вон    | «Шпитальне судно»                  |
| 2021 | Лі Се Йон    | «Червоний рукав»                   |
| 2022 | Ім Юн А      | «Базіка»                           |
| 2023 | Ан Ин Джін   | «Закохані»                         |
| 2023 | Лі Се Йон    | «Як Пак шлюбний контракт складала» |
| 2024 | Лі Хані      | «Квітка, що розцвітає опівночі»    |

### Найкращий актор у спеціальнозапланованій драмі
| Рік  | Переможець  | Робота                     |
| ---- | ----------- | -------------------------- |
| 2012 | Чо Син У    | «Королівський лікар»       |
| 2013 | Чу Чі Мо    | «Імператриця Кі»           |
| 2013 | Кім Че Вон  | «Скандал»                  |
| 2014 | Чон Іль У   | «Щоденник нічного сторожа» |
| 2015 | Чон Чін Йон | «Гламурна спокуса»         |
| 2016 | Лі Со Джін  | «Шлюбний договір»          |

### Найкраща акторка у спеціальнозапланованій драмі
| Рік  | Переможець  | Робота                                           |
| ---- | ----------- | ------------------------------------------------ |
| 2012 | Сон Ю Рі    | «Свято богів»                                    |
| 2013 | Сін Ин Ґьон | «Скандал»                                        |
| 2014 | Со Юн А     | «Мама»                                           |
| 2015 | Чон Ін Хва  | «4 легендарні відьми», «Моя донька, Ким Са Воль» |
| 2016 | Юї          | «Шлюбний договір»                                |

### Найкращий актор мильної опери
| Рік  | Переможець  | Робота                     |
| ---- | ----------- | -------------------------- |
| 2002 | Лі Че Рьон  | «Торговець»                |
| 2011 | Кім Сок Хун | «Сяй сяй»                  |
| 2012 | Кім Че Вон  | «Травнева королева»        |
| 2013 | Лі Чон Джін | «Столітня спадщина»        |
| 2014 | Кім Чі Хун  | «Чан Бо Рі вже тут!»       |
| 2015 | Сон Чхан Ий | «Змусьте жінку заплакати»  |
| 2016 | Лі Сан У    | «Щасливий дім»             |
| 2017 | Ко Се Вон   | «Повернення вдатного Бока» |
| 2018 | Йон Чон Хун | «Моє цілюще кохання»       |

### Найкраща акторка мильної опери
| Рік  | Переможець   | Робота                    |
| ---- | ------------ | ------------------------- |
| 2002 | Чан Со Хі    | «Пані русалка»            |
| 2011 | Кім Хьон Джу | «Сяй сяй»                 |
| 2011 | Сін Е Ра     | «Незламні невістки»       |
| 2012 | Хан Чі Хє    | «Травнева королева»       |
| 2013 | Хан Чі Хє    | «Горщики золота»          |
| 2014 | О Йон Со     | «Чан Бо Рі вже тут!»      |
| 2015 | Кім Чон Ин   | «Змусьте жінку заплакати» |
| 2016 | Кім Со Йон   | «Щасливий дім»            |
| 2017 | Кім Мі Ґьон  | «Людина, що дає щастя»    |
| 2018 | Со Ю Джін    | «Моє цілюще кохання»      |

### Найкращий актор понеділко-вівторкової драми
| Рік  | Переможець  | Робота                          |
| ---- | ----------- | ------------------------------- |
| 2017 | Чо Чон Сок  | «Два копа»                      |
| 2017 | Кім Чі Сок  | «Діти 20-го століття»           |
| 2018 | Чон Че Йон  | «Партнери по справедливості»    |
| 2018 | Сін Ха Ґюн  | «Менше ніж зло»                 |
| 2019 | Кім Тон Ук  | «Спеціальний інспектор з праці» |
| 2020 | Сін Сон Рок | «Кайрос»                        |

### Найкраща акторка понеділко-вівторкової драми
| Рік  | Переможець  | Робота                         |
| ---- | ----------- | ------------------------------ |
| 2017 | Лі Ха Ні    | «Повстанець»                   |
| 2018 | Чон Ю Мі    | «Партнери по справедливості»   |
| 2019 | Лім Чі Йон  | «Вітаємо у житті»              |
| 2020 | Нам Чі Хьон | «365: Один рік наперекір долі» |

### Найкращий актор середо-четвергової драми
| Рік  | Переможець | Робота                 |
| ---- | ---------- | ---------------------- |
| 2018 | Со Чі Соп  | «Мій таємний Терріус»  |
| 2019 | Чон Хе Ін  | «Однієї весняної ночі» |
| 2020 | Кім Ин Су  | «Інтерн в Кконде»      |

### Найкраща акторка середо-четвергової драми
| Рік  | Переможець  | Робота                    |
| ---- | ----------- | ------------------------- |
| 2018 | Кім Сон А   | «Діти від нікого»         |
| 2019 | Хан Чі Мін  | «Однієї весняної ночі»    |
| 2019 | Сін Се Кьон | «Історикиня»              |
| 2020 | Ім Су Хян   | «Коли я була найгарнішою» |

### Найкращий актор суботньо-недільної драми
| Рік  | Переможець | Робота                             |
| ---- | ---------- | ---------------------------------- |
| 2017 | Чан Хьок   | «Квітка грошей»                    |
| 2018 | Кім Кан У  | «Мій чоловік за контрактом, пан О» |
| 2019 | Лі Сан У   | «Золотий сад»                      |

### Найкраща акторка суботньо-недільної драми
| Рік  | Переможець | Робота                   |
| ---- | ---------- | ------------------------ |
| 2017 | Лі Мі Сук  | «Квітка грошей»          |
| 2018 | Чхе Сі Ра  | «Прощавай, До побачення» |
| 2018 | Лі Ю Рі    | «Гра у схованки»         |
| 2019 | Є Чі Вон   | «Ніколи двічі»           |

### Найкращий актор щоденної драми
| Рік  | Переможець | Робота                |
| ---- | ---------- | --------------------- |
| 2021 | Чха Со Вон | «Другий чоловік»      |
| 2023 | Кім Ю Сок  | «Судилося бути разом» |

### Найкраща акторка щоденної драми
| Рік  | Переможець   | Робота           |
| ---- | ------------ | ---------------- |
| 2021 | Ом Хьон Ґьон | «Другий чоловік» |
| 2023 | Чан Со Хі    | «Гра відьом»     |

### Найкращий актор щоденної драми/короткої драми
| Рік  | Переможець | Робота                |
| ---- | ---------- | --------------------- |
| 2022 | Пак Хо Сан | «Полювання на кабана» |
| 2024 | Со Джуньон | «Хоробра Йон Суджон»  |

### Найкраща акторка щоденної драми/короткої драми
| Рік  | Переможець  | Робота               |
| ---- | ----------- | -------------------- |
| 2022 | Лі Син Йон  | «Таємний будинок»    |
| 2024 | Ом Хьонґьон | «Хоробра Йон Суджон» |
| 2024 | О Син'а     | «Третє весілля»      |

## Нагорода за майстерність

### Найкращий актор
| Рік  | Переможець    | Робота                                                |
| ---- | ------------- | ----------------------------------------------------- |
| 1974 | Кім Сан Су    | «Інспектор-детектив»                                  |
| 1975 | Лі Те Ґин     | «Очерет»                                              |
| 1976 | Лі Чон Ґіль   | Н/Д                                                   |
| 1977 | Лі Кє Ін      | Н/Д                                                   |
| 1981 | Лі Йон Ху     | «Перша республіка»                                    |
| 1983 | Хан Ін Су     | «Дерево з глибоким корінням»                          |
| 1984 | Ім Чхе Му     | Н/Д                                                   |
| 1985 | Кіль Йон У    | «Срібна трава»                                        |
| 1986 | Сон Кі Юн     | «Зимова квітка», «Сільські щоденники»                 |
| 1987 | Ім Хьон Сік   | «Три родини під одним дахом»                          |
| 1988 | Сім Ян Хон    | «Три родини під одним дахом»                          |
| 1989 | Чо Хьон Ґі    | «Пов'язка на руці»                                    |
| 1990 | Пак Ін Хван   | «Моя старша сестра, Мон Сіль»                         |
| 1991 | Чхве Су Джон  | «Словник щастя»                                       |
| 1992 | Чхве Мін Су   | «Що таке кохання?»                                    |
| 1993 | Ім Сон Мін    | «Сезон штормів»                                       |
| 1994 | Лі Че Рьон    | «Загальна лікарня»                                    |
| 1995 | Лі Чхан Хун   | «Війна і кохання»                                     |
| 1996 | Ан Че Ук      | «Сольона скумбрія», «Їхні обійми»                     |
| 1997 | Чха Ін Пхьо   | «Ти і я», «Зірка в моєму серці», «Героїчне повстання» |
| 1998 | Ян Тхек Джо   | «Адвокат»                                             |
| 1999 | Чха Ін Пхьо   | «Босс»                                                |
| 2000 | Рю Сі Вон     | «Правда», «Таємниця»                                  |
| 2001 | Чо Мін Кі     | «Щодня з тобою», «Солодкий ведмедик»                  |
| 2001 | Ю Чун Сан     | «Лис і цукрова вата»                                  |
| 2003 | Лі Со Джін    | «Тамо»                                                |
| 2004 | Кім Сок Хун   | «Ода про річку Хан»                                   |
| 2004 | Кім Сон Мін   | «Лотусова фея»                                        |
| 2005 | Кан Чі Хван   | «Будь сильна, Кимсун!»                                |
| 2006 | Кім Син Су    | «Джумонг»                                             |
| 2006 | Кім Юн Сок    | «Кохай мене якнайкраще, поки можеш»                   |
| 2006 | О Чі Хо       | «Дивна пара»                                          |
| 2007 | Кон Ю         | «Перший магазин кавового принца»                      |
| 2007 | Лі Джун Гі    | «Час між псом та вовком»                              |
| 2008 | Чо Мін Кі     | «Схід Едему»                                          |
| 2008 | Лі Дон Гон    | «Ніч за ніччю»                                        |
| 2009 | Чхве Чхоль Хо | «Королева домогосподарок»                             |
| 2009 | Кім Нам Ґіль  | «Королева Сондок»                                     |
| 2010 | Лі Мін Хо     | «Особистий смак»                                      |
| 2010 | Пак Сі Ху     | «Королівський реверанс»                               |

### Найкраща акторка
| Рік  | Переможець     | Робота                                               |
| ---- | -------------- | ---------------------------------------------------- |
| 1974 | Пак Вон Сук    | «Нарцис»                                             |
| 1974 | Кім Йон Е      | «Каннамська сім'я»                                   |
| 1975 | Кім Ча Ок      | «Щоденник нареченої»                                 |
| 1976 | Кім Юн Гьон    | Н/Д                                                  |
| 1977 | Нам Нин Мі     | Н/Д                                                  |
| 1981 | Кім Су Мі      | «Сільські щоденники»                                 |
| 1983 | На Мун Хі      | Н/Д                                                  |
| 1984 | Ко Ду Сім      | Н/Д                                                  |
| 1985 | Чхве Мьон Ґіль | «Сезон чоловіків»                                    |
| 1986 | Хван Сін Хє    | «Перше кохання»                                      |
| 1987 | Нам Нин Мі     | «Кохання та амбіції»                                 |
| 1987 | Кім Чхон       | «Кохання та амбіції»                                 |
| 1988 | Лі Хві Хян     | «Забути завтра», «Ми також не знаємо», «Синій сезон» |
| 1989 | Хан Е Ґьон     | «Пов'язка на руці», «Великий виклик»                 |
| 1990 | Ха Хі Ра       | «Що жінка хоче»                                      |
| 1991 | Пе Чон Ок      | «Словник щастя»                                      |
| 1992 | Ха Хі Ра       | «Що таке кохання?», «Вітер у траві»                  |
| 1993 | Ко Хьон Джон   | «Море моєї матері»                                   |
| 1994 | Сін Ин Ґьон    | «Загальна лікарня»                                   |
| 1995 | Лі Син Йон     | «Готель»                                             |
| 1996 | У Хі Джін      | «Сольона скумбрія», «Три хлопця і три дівчини»       |
| 1997 | Лі Йон Е       | «Медичні брати», «Причина, чому я живу»              |
| 1998 | Пак Вон Сук    | «Побачити знову і знову»                             |
| 1999 | Сон Юн А       | «Босс», «Ти не знаєш про мої почуття»                |
| 2000 | Чхве Чі У      | «Правда», «Пан герцог»                               |
| 2001 | Кім Хьон Джу   | «Її будинок»                                         |
| 2003 | Со Ю Джін      | «Стручок гороха мого життя», «Хороша людина»         |
| 2004 | Чон Хє Йон     | «Фенікс»                                             |
| 2004 | Кім Кю Рі      | «Ода про річку Хан»                                  |
| 2005 | Хан Ка Ін      | «Супер новачок»                                      |
| 2005 | Чон Рьо Вон    | «Моя кохана Сам Сун»                                 |
| 2006 | Хан Є Силь     | «Дивна пара»                                         |
| 2007 | Хан Чі Мін     | «Лі Сан»                                             |
| 2007 | Нам Сан Мі     | «Час між псом та вовком»                             |
| 2008 | Хан Чі Хє      | «Схід Едему»                                         |
| 2008 | Мун Со Рі      | «Золоті роки мого життя»                             |
| 2009 | Кан Се Джон    | «Відібрані дорогоцінні камені»                       |
| 2009 | Лі Хє Йон      | «Королева домогосподарок»                            |
| 2010 | Лі Со Йон      | «Дон Ї»                                              |
| 2010 | Пак Ин Хє      | «Рожева губна помада»                                |

### Найкращий актор мінісеріалу
| Рік  | Переможець   | Робота                                         |
| ---- | ------------ | ---------------------------------------------- |
| 2002 | Ян Тон Кин   | «Володар свого власного світу»                 |
| 2011 | Кім Че Вон   | «Чи можеш ти почути моє серце»                 |
| 2012 | Пак Ю Чхон   | «Я сумую за тобою»                             |
| 2013 | Чу Вон       | «Сьомий клас державного службовця»             |
| 2014 | Кім Сан Джун | «Новий листок»                                 |
| 2015 | Пак Со Джун  | «Вбий мене, зціли мене», «Вона була гарненька» |
| 2016 | Со Ін Гук    | «Король шопінгу Луї»                           |
| 2017 | Сін Сон Рок  | «Чоловік, що вмирає, щоб жити»                 |
| 2021 | Лі Сан Йоп   | «На межі божевілля»                            |
| 2022 | Кім Йон Де   | «Шлюб під забороною»                           |
| 2023 | Пе Ін Хьок   | «Як Пак шлюбний контракт складала»             |
| 2024 | Лі Донхві    | «Інспектор-детектив 1958»                      |
| 2024 | Лі Джонвон   | «Квітка, що розцвітає опівночі»                |

### Найкраща акторка мінісеріалу
| Рік  | Переможець  | Робота                            |
| ---- | ----------- | --------------------------------- |
| 2002 | Лі На Йон   | «Володар свого власного світу»    |
| 2011 | Хван Чон Им | «Чи можеш ти почути моє серце»    |
| 2011 | Лі Бо Йон   | «Ура коханню»                     |
| 2012 | Лі Юн Джі   | «Два серця короля»                |
| 2013 | Сін Се Кьон | «Коли чоловік закохується»        |
| 2014 | Чхве Су Йон | «Мої весняні дні»                 |
| 2015 | Кан Со Ра   | «Теплий та затишний»              |
| 2016 | Лі Сон Ґьон | «Фея важкої атлетики Кім Бок Чжу» |
| 2017 | Хан Сон Хва | «Променистий офіс»                |
| 2021 | Чан Йон Нам | «Вуаль»                           |
| 2022 | Лі Хе Рі    | «Чим я можу допомогти?»           |
| 2022 | Пак Чу Хьон | «Шлюб під забороною»              |
| 2023 | Пак Гю Йонг | «Хороший день, щоб бути собакою»  |
| 2024 | Чхе Су Бін  | «Коли дзвонить телефон»           |

### Найкращий актор у спеціальнозапланованій драмі
| Рік  | Переможець    | Робота                              |
| ---- | ------------- | ----------------------------------- |
| 2012 | Лі Сан У      | «Свято богів», «Королівський лікар» |
| 2013 | Чі Чхан Ук    | «Імператриця Кі»                    |
| 2014 | Чхве Чін Хьок | «Гордість і упередження»            |
| 2015 | Сон Чхан Мін  | «Моя донька, Ким Са Воль»           |
| 2016 | Со Ха Джун    | «Квітка в ув'язненні»               |

### Найкраща акторка у спеціальнозапланованій драмі
| Рік  | Переможець  | Робота                                |
| ---- | ----------- | ------------------------------------- |
| 2012 | Сон Там Бі  | «Світло та тіні»                      |
| 2013 | Юї          | «Золота веселка»                      |
| 2014 | Пек Чін Хі  | «Гордість і упередження», «Трикутник» |
| 2015 | О Хьон Ґьон | «4 легендарні відьми»                 |
| 2016 | Чін Се Йон  | «Квітка в ув'язненні»                 |

### Найкращий актор мильної опери
| Рік  | Переможець    | Робота                     |
| ---- | ------------- | -------------------------- |
| 2002 | Рю Сі Вон     | «З моменту нашої зустрічі» |
| 2011 | Чі Хьон У     | «Тисяча поцілунків»        |
| 2012 | Чі Хі         | «Травнева королева»        |
| 2013 | Йон Чон Хун   | «Горщики золота»           |
| 2014 | Лі Чан У      | «Трояндові коханці»        |
| 2015 | Пак Йон Ґю    | «Мати»                     |
| 2016 | Сон Хо Джун   | «Віє бриз»                 |
| 2017 | Кан Кьон Джун | «Своячки»                  |
| 2018 | Лі Кю Хан     | «Багатий син»              |

### Найкраща акторка мильної опери
| Рік  | Переможець   | Робота                              |
| ---- | ------------ | ----------------------------------- |
| 2002 | У Хі Джін    | «Пані русалка»                      |
| 2011 | Лі Ю Рі      | «Сяй сяй»                           |
| 2012 | Со Хьон Джін | «Свято богів», «Ось йде пан О»      |
| 2013 | Хон Су Хьон  | «Трохи кохання ніколи не зашкодить» |
| 2014 | Кім Чі Йон   | «Кожен каже кімчхі»                 |
| 2015 | Чха Хва Йон  | «Мати»                              |
| 2016 | Лім Чі Йон   | «Віє бриз»                          |
| 2017 | Сон Сон Мі   | «Повернення вдатного Бока»          |
| 2018 | Пак Чун Ґим  | «Моє цілюще кохання»                |

### Найкращий актор понеділко-вівторкової драми
| Рік  | Переможець  | Робота                         |
| ---- | ----------- | ------------------------------ |
| 2017 | Кім Сон Хо  | «Два копа»                     |
| 2018 | У То Хван   | «Спокусник»                    |
| 2019 | О Ман Сок   | «Партнери по справедливості»   |
| 2020 | Лі Чун Хьок | «365: Один рік наперекір долі» |

### Найкраща акторка понеділко-вівторкової драми
| Рік  | Переможець | Робота                          |
| ---- | ---------- | ------------------------------- |
| 2017 | Чхе Су Бін | «Повстанець»                    |
| 2018 | Мун Га Йон | «Спокусник»                     |
| 2019 | Пак Се Йон | «Спеціальний інспектор з праці» |
| 2020 | Нам Кю Рі  | «Кайрос»                        |

### Найкращий актор середо-четвергової драми
| Рік  | Переможець | Робота                                     |
| ---- | ---------- | ------------------------------------------ |
| 2018 | Чан Кі Йон | «Прийди та обійми мене»                    |
| 2019 | Чха Ин У   | «Історикиня»                               |
| 2020 | Ім Чу Хван | «Гра: До нуля», «Шпигуни, які кохали мене» |

### Найкраща акторка середо-четвергової драми
| Рік  | Переможець  | Робота                        |
| ---- | ----------- | ----------------------------- |
| 2018 | Чон Ін Сон  | «Мій таємний Терріус»         |
| 2019 | Кім Хє Юн   | «Надзвичайна ти»              |
| 2020 | Кім Силь Гі | «Знайди мене у своїй пам’яті» |

### Найкращий актор суботньо-недільної драми
| Рік  | Переможець  | Робота                             |
| ---- | ----------- | ---------------------------------- |
| 2017 | Чан Син Джо | «Квітка грошей»                    |
| 2018 | Чон Сан Хун | «Мій чоловік за контрактом, пан О» |
| 2019 | Рю Су Йон   | «Кохання у смутку»                 |

### Найкраща акторка суботньо-недільної драми
| Рік  | Переможець  | Робота                   |
| ---- | ----------- | ------------------------ |
| 2017 | Чан Хі Джін | «Ти є надмірна»          |
| 2018 | Чо Бо А     | «Прощавай, До побачення» |
| 2019 | Пак Се Ван  | «Ніколи двічі»           |

### Найкращий актор короткої драми
| Рік  | Переможець  | Робота           |
| ---- | ----------- | ---------------- |
| 2021 | Чон Мун Сон | «Мвебіус: Вуаль» |

### Найкраща акторка короткої драми
| Рік  | Переможець  | Робота         |
| ---- | ----------- | -------------- |
| 2021 | Кім Хван Хі | «Ось мій план» |

### Найкращий актор щоденної драми/короткої драми
| Рік  | Переможець | Робота            |
| ---- | ---------- | ----------------- |
| 2022 | Со Ха Джун | «Таємний будинок» |
| 2024 | Мун Джіхо  | «Третє весілля»   |

### Найкраща акторка щоденної драми/короткої драми
| Рік  | Переможець  | Робота                                  |
| ---- | ----------- | --------------------------------------- |
| 2022 | Чхве Су Йон | «Будь ласка, відправте фанатський лист» |
| 2024 | О Сейон     | «Третє весілля»                         |

### Найкращий актор щоденної драми
| Рік  | Переможець  | Робота       |
| ---- | ----------- | ------------ |
| 2023 | Лі Хьон Сок | «Гра відьом» |

### Найкраща акторка щоденної драми
| Рік  | Переможець | Робота                |
| ---- | ---------- | --------------------- |
| 2023 | Чон Хє Йон | «Судилося бути разом» |

## Нагороди акторам другого плану

### Найкращий актор другого плану
| Рік  | Переможець  | Робота                                            |
| ---- | ----------- | ------------------------------------------------- |
| 1978 | Ім Хьон Сік | «Ти»                                              |
| 1979 | Хон Сон Мін | Спеціальний серіал «Кореєць»                      |
| 1980 | Сон Чхан Хо | Н/Д                                               |
| 1982 | Пьон Хі Бон | Н/Д                                               |
| 2020 | Лі Сон Ук   | «365: Один рік наперекір долі»                    |
| 2021 | Кім То Хьон | «Вуаль»                                           |
| 2022 | Лі Чхан Хун | «Відслідковувач»                                  |
| 2023 | Чхве Йон У  | «Закохані»                                        |
| 2024 | Чо Джеюн    | «Провал пам'яті», «Квітка, що розцвітає опівночі» |

### Найкраща акторка другого плану
| Рік  | Переможець    | Робота                                            |
| ---- | ------------- | ------------------------------------------------- |
| 1978 | Кім Йон Рім   | «Законна дружина»                                 |
| 1979 | Кім Йон Ок    | «Я продаю щастя»                                  |
| 1980 | Ко Ду Сім     | Н/Д                                               |
| 1982 | Лі Мі Йон     | Н/Д                                               |
| 2020 | Кім Сон Йон   | «Інтерн в Кконде»                                 |
| 2021 | Чан Хє Джін   | «Червоний рукав»                                  |
| 2022 | Є Су Джон     | «Полювання на кабана»                             |
| 2023 | Чхве Чхон Хва | «Ккокту: Сезон богів»                             |
| 2024 | Кім Міґьон    | «Квітка, що розцвітає опівночі», «Провал пам'яті» |

### Найкращий актор/найкраща акторка другого плану понеділко-вівторкової драми
| Рік  | Переможець  | Робота                          |
| ---- | ----------- | ------------------------------- |
| 2018 | Кім Че Ґьон | «Поганий тато»                  |
| 2019 | О Те Хван   | «Спеціальний інспектор з праці» |

### Найкращий актор/найкраща акторка другого плану середо-четвергової драми
| Рік  | Переможець | Робота                |
| ---- | ---------- | --------------------- |
| 2018 | Кан Кі Йон | «Мій таємний Терріус» |
| 2019 | Лі Чі Хун  | «Історикиня»          |

### Найкращий актор/найкраща акторка другого плану суботньо-недільної драми
| Рік  | Переможець | Робота                   |
| ---- | ---------- | ------------------------ |
| 2018 | Чон Хє Йон | «Прощавай, До побачення» |
| 2019 | Чон Сі А   | «Золотий сад»            |

### Найкращий актор/найкраща акторка другого плану мильної опери
| Рік  | Переможець | Робота              |
| ---- | ---------- | ------------------- |
| 2018 | Чон Но Мін | «Таємниці і брехня» |

## Золота нагорода за акторську гру

### Золота нагорода за акторську гру (актори)
| Рік  | Переможець     | Категорія                   | Робота                                               |
| ---- | -------------- | --------------------------- | ---------------------------------------------------- |
| 2007 | Чхве Мін Су    | Історична драма             | «Легенда»                                            |
| 2007 | Лі Сун Дже     | Історична драма             | «Лі Сан»                                             |
| 2007 | Чан Хьок       | Мінісеріал                  | «Дякую»                                              |
| 2007 | Лі Сон Ґюн     | Мінісеріал                  | «За білою вежею»                                     |
| 2007 | Кім Пьон Ґі    | Актор-ветеран               | «Ахьондонська пані»                                  |
| 2008 | Чі Сон         | Мінісеріал                  | «Нове серце»                                         |
| 2008 | Пак Кин Хьон   | Мильна опера                | «Жінка незрівняної краси, Пак Чон Ґим», «Схід Едему» |
| 2008 | Пак Чхоль Мін  | Актор другого плану         | «Нове серце», «Вірус Бетховена»                      |
| 2008 | Ю Тон Ґин      | Актор-ветеран               | «Схід Едему»                                         |
| 2009 | Кім Чхан Ван   | Мінісеріал                  | «Королева домогосподарок», «Потрійний»               |
| 2009 | Ан Кіль Ґан    | Актор другого плану         | «Королева Сондок»                                    |
| 2009 | Кан Нам Ґіль   | Актор-ветеран               | «Створення долі»                                     |
| 2010 | Пак Сан Вон    | Мильна опера                | «Золота рибка»                                       |
| 2010 | Кім Ю Сок      | Актор другого плану         | «Дон Ї»                                              |
| 2010 | Ім Чхе Му      | Актор-ветеран               | «Насолоджуйся життям»                                |
| 2011 | Чон По Сок     | Мінісеріал                  | «Чи можеш ти почути моє серце», «Штормові коханці»   |
| 2011 | Кіль Йон У     | Мильна опера                | «Сяй сяй»                                            |
| 2012 | Чон Кван Рьоль | Н/Д                         | «Світло та тіні», «Я сумую за тобою»                 |
| 2012 | Лі Ток Хва     | Н/Д                         | «Травнева королева»                                  |
| 2013 | Чо Че Хьон     | Н/Д                         | «Скандал»                                            |
| 2013 | Чон По Сок     | Н/Д                         | «Столітня спадщина»                                  |
| 2013 | Кім Сан Джун   | Н/Д                         | «Золота веселка»                                     |
| 2014 | Ан Не Сан      | Н/Д                         | «Чан Бо Рі вже тут!»                                 |
| 2014 | Чхве Мін Су    | Н/Д                         | «Гордість і упередження»                             |
| 2016 | Кім Ий Сон     | Мінісеріал                  | «W — Два світи»                                      |
| 2016 | Чон Чун Хо     | Спеціальнозапланована драма | «Квітка в ув'язненні»                                |
| 2016 | Лі Пхіль Мо    | Мильна опера                | «Щасливий дім»                                       |
| 2017 | Ан Кіль Ґан    | Суботньо-недільна драма     | «Поганий злодій, хороший злодій»                     |
| 2017 | О Чон Се       | Мінісеріал                  | «Зникла 9»                                           |
| 2017 | Ан Не Сан      | Мильна опера                | «Золотий гаманець»                                   |
| 2017 | Чон По Сок     | Понеділко-вівторкова драма  | «Кохання короля»                                     |
| 2018 | Хо Чун Хо      | Понеділко-вівторкова драма  | «Прийди та обійми мене»                              |

### Золота нагорода за акторську гру (акторки)
| Рік  | Переможець     | Категорія                   | Робота                                                     |
| ---- | -------------- | --------------------------- | ---------------------------------------------------------- |
| 2007 | Чхве Мьон Ґіль | Мильна опера                | «Будь на моєму боці»                                       |
| 2007 | Лі Юн Джі      | Мильна опера                | «Будь на моєму боці»                                       |
| 2007 | Пак Вон Сук    | Акторка-ветеранка           | «Зимова пташка»                                            |
| 2008 | Кім Мін Джон   | Мінісеріал                  | «Нове серце»                                               |
| 2008 | Хон Ин Хі      | Мильна опера                | «Не захитуйся»                                             |
| 2008 | Сін Ин Джон    | Акторка другого плану       | «Схід Едему»                                               |
| 2008 | Сон Ок Сук     | Акторка-ветеранка           | «Вірус Бетховена»                                          |
| 2009 | На Йон Хі      | Мінісеріал                  | «Королівський реверанс»                                    |
| 2009 | Чон Хє Сон     | Мильна опера                | «Відібрані дорогоцінні камені»                             |
| 2009 | Кім Йон Ок     | Мильна опера                | «Відібрані дорогоцінні камені»                             |
| 2009 | Со Йон Хі      | Акторка другого плану       | «Королева Сондок»                                          |
| 2009 | Чон Е Рі       | Акторка-ветеранка           | «Хороша робота, хороша робота», «Неможливо зараз зупинити» |
| 2010 | Кім По Йон     | Мильна опера                | «Золота рибка»                                             |
| 2010 | Ха Ю Мі        | Акторка другого плану       | «Королівський реверанс»                                    |
| 2010 | Пак Чон Су     | Акторка-ветеранка           | «Королівський реверанс», «Насолоджуйся життям»             |
| 2011 | Пе Чон Ок      | Мінісеріал                  | «Ура коханню»                                              |
| 2011 | Чха Хва Йон    | Мильна опера                | «Тисяча поцілунків»                                        |
| 2012 | Чон Ін Хва     | Н/Д                         | «Свято богів»                                              |
| 2012 | Ян Мі Ґьон     | Н/Д                         | «Місяць, що обіймає сонце», «Травнева королева»            |
| 2013 | Чха Хва Йон    | Н/Д                         | «Трохи кохання ніколи не зашкодить»                        |
| 2013 | Кім По Йон     | Н/Д                         | «Принцеса Аврора»                                          |
| 2013 | Лі Хє Сук      | Н/Д                         | «Горщики золота»                                           |
| 2014 | Кім Хє Ок      | Н/Д                         | «Чан Бо Рі вже тут!»                                       |
| 2014 | Лі Мі Сук      | Н/Д                         | «Міс Корея», «Трояндові коханці»                           |
| 2016 | Ім Се Мі       | Мінісеріал                  | «Король шопінгу Луї»                                       |
| 2016 | Лі Хві Хян     | Спеціальнозапланована драма | «Шлюбний договір»                                          |
| 2016 | Кім Чі Хо      | Мильна опера                | «Щасливий дім»                                             |
| 2017 | Сін Тон Мі     | Суботньо-недільна драма     | «Батько, я подбаю про тебе»                                |
| 2017 | Чан Сін Йон    | Мінісеріал                  | «Променистий офіс»                                         |
| 2017 | Кім Сон Ґьон   | Мінісеріал                  | «Імператор: Володар маски»                                 |
| 2017 | Сон Ок Сук     | Мильна опера                | «Людина, що дає щастя»                                     |
| 2017 | Со І Сук       | Понеділко-вівторкова драма  | «Повстанець»                                               |
| 2018 | Кан Пу Джа     | Суботньо-недільна драма     | «Клятва перед Богом»                                       |
| 2020 | Сім Ї Йон      | Н/Д                         | «Моє чудове життя»                                         |

## Особлива нагорода у сфері телебачення
| Рік  | Переможець                                   | Категорія                                     | Робота                                                                           |
| ---- | -------------------------------------------- | --------------------------------------------- | -------------------------------------------------------------------------------- |
| 1974 | Пак Кю Чхе                                   | Н/Д                                           | Н/Д                                                                              |
| 1974 | Чон Е Ра                                     | Н/Д                                           | Н/Д                                                                              |
| 1978 | Хва Іль Чхон                                 | Н/Д                                           | «Втеча Логана»                                                                   |
| 1978 | Пак Сан Кю                                   | Н/Д                                           | «Цією ніччю з насолодою»                                                         |
| 1978 | Лі Рьон Ок                                   | Н/Д                                           | Н/Д                                                                              |
| 1978 | Сін Со Ґоль                                  | Н/Д                                           | «Якщо сміятися, то прийде удача»                                                 |
| 1979 | Пак Сон Мі                                   | Н/Д                                           | Дитячий серіал «Космічна експедиційна команда»                                   |
| 1979 | Лі Тхек Рім                                  | Н/Д                                           | «Відлуння пісні»                                                                 |
| 1979 | Чон Хі Сон                                   | Н/Д                                           | «Маленький будинок у Преріях»                                                    |
| 1980 | Лі Йон Даль                                  | Н/Д                                           | Н/Д                                                                              |
| 1981 | Ван Йон Ин                                   | За діяльність у сфері культури                | «Ппоппоппо»                                                                      |
| 1981 | Кім Ин Йон                                   | За дублювання                                 | «Маленький будинок у Преріях»                                                    |
| 1982 | Пак Іль                                      | За дублювання                                 | Н/Д                                                                              |
| 1983 | Лі Ток Хва                                   | За участь у телешоу                           | «Шоу 2000»                                                                       |
| 1984 | Чхве Пьон Хак                                | За дублювання                                 | Н/Д                                                                              |
| 1985 | Чхві Бон                                     | Н/Д                                           | Н/Д                                                                              |
| 1985 | Хан Ин Джін                                  | Н/Д                                           | Н/Д                                                                              |
| 1985 | Хан Пок Сон                                  | Дослідник/дослідниця в харчовій промисловості | Н/Д                                                                              |
| 1985 | Кім Хьон Джік                                | За дублювання іноземних фільмів               | Н/Д                                                                              |
| 1986 | Кім Сон Ік                                   | Н/Д                                           | Н/Д                                                                              |
| 1987 | Хон Кі Ман                                   | Перекладач/перекладачка іноземних фільмів     | Н/Д                                                                              |
| 1988 | Чо Чхун Хі                                   | Сценарист/сценаристка                         | Н/Д                                                                              |
| 1988 | Ім Чон Йон                                   | Сценарист/сценаристка                         | Н/Д                                                                              |
| 1989 | Хан Кю Хі                                    | За дублювання іноземних фільмів               | Н/Д                                                                              |
| 1990 | Пак Кі Рян                                   | За дублювання іноземних фільмів               | Н/Д                                                                              |
| 1993 | Кім Чон Су                                   | За роботу у сфері драми                       | «Море моєї матері»                                                               |
| 1993 | Сон Мі Хьон                                  | Сценарист/сценаристка                         | «Записник продюсера»                                                             |
| 1995 | Ім Сон Мін                                   | Н/Д                                           | «Кохання і одруження»                                                            |
| 1995 | Квон Хьок Су                                 | За дублювання іноземних фільмів               | Н/Д                                                                              |
| 1995 | Сін Сон Хо                                   | За дублювання                                 | Н/Д                                                                              |
| 1996 | Сін Сон Хо                                   | За дублювання                                 | Н/Д                                                                              |
| 1997 | Сон То Йон                                   | За дублювання                                 | Н/Д                                                                              |
| 1998 | Команда телепрограми «Шість братів і сестер» | За аутсорсинг                                 | «Шість братів і сестер»                                                          |
| 1998 | Ку Сон Е                                     | За планування                                 | «Крик Ку Сон Е»                                                                  |
| 2000 | Пьон Чхан Ріп                                | Диктор/дикторка                               | Н/Д                                                                              |
| 2000 | Сін Тон Хо                                   | Н/Д                                           | Н/Д                                                                              |
| 2000 | Пак Чон Сук                                  | Н/Д                                           | Н/Д                                                                              |
| 2000 | Хван Юн Ґоль                                 | За дублювання іноземних фільмів               | Н/Д                                                                              |
| 2001 | Кім Кьон Хва                                 | Сценарист/сценаристка                         | Н/Д                                                                              |
| 2001 | Ан Чі Хван                                   | За дублювання іноземних фільмів               | Н/Д                                                                              |
| 2003 | Чон Ин Йон                                   | Репортер/репортерка                           | «Дуже особливий брифінг» у телепрограмі «Пряма трансляція: Дуже особливий ранок» |
| 2005 | Лі Сан Ин                                    | Репортер/репортерка                           | «Пряма трансляція: Дуже особливий ранок», «Фокус на темі»                        |
| 2005 | Мун Хє Джон                                  | Репортер/репортерка                           | «Пряма трансляція: Дуже особливий ранок», «ТБ всередині ТБ»                      |
| 2006 | Кім Йон Пхіль                                | Репортер/репортерка                           | «Пряма трансляція: Сьогоднішній ранок»                                           |
| 2006 | Кім Чі Йон                                   | Репортер/репортерка                           | «Пряма трансляція: Сьогоднішній ранок»                                           |
| 2007 | Чон Ін                                       | Продюсер/продюсерка                           | Н/Д                                                                              |
| 2008 | Лі Че Ґю                                     | Продюсер/продюсерка                           | Вірус Бетховена                                                                  |
| 2008 | Лі Че Йон                                    | Диктор/дикторка                               | «День хорошого настрою»                                                          |
| 2008 | Чхве Юн Йон                                  | Диктор/дикторка                               | «W»                                                                              |
| 2009 | Кім Сон Сіль                                 | Режисер/режисерка бойових мистецтв            | «Королева Сондок»                                                                |
| 2009 | О Сан Джін                                   | Диктор/дикторка                               | Н/Д                                                                              |
| 2010 | Мун Чі Е                                     | Диктор/дикторка                               | «Нуль скарг»                                                                     |
| 2010 | Пак Чін У                                    | Репортер/репортерка                           | «Пряма трансляція: Сьогоднішній ранок»                                           |
| 2011 | Кім Йон Е                                    | Н/Д                                           | «Королівська сім'я»                                                              |
| 2011 | Юн Тхе Йон                                   | Н/Д                                           | «Опівнічна лікарня»                                                              |

## Особлива нагорода за акторську гру у сфері телебачення
| Рік  | Переможець                                                 | Категорія                        | Робота                                          |
| ---- | ---------------------------------------------------------- | -------------------------------- | ----------------------------------------------- |
| 1984 | Чон Джін                                                   | Н/Д                              | «500 років Чосону: Японська слива серед снігу»  |
| 1984 | Чон Сан Чхоль                                              | Н/Д                              | «Королівство замерзших земель»                  |
| 1984 | Ім Чон Ґук                                                 | Н/Д                              | «Королівство замерзших земель»                  |
| 1986 | Чон Е Ран                                                  | Н/Д                              | «Сільські щоденники»                            |
| 1988 | На Чон Ок                                                  | Н/Д                              | Н/Д                                             |
| 1989 | Лі Чін Су                                                  | Драма                            | «Друга респубуліка»                             |
| 1990 | Ім Ин Джі                                                  | Н/Д                              | «Монсіль»                                       |
| 1993 | Токґо Йон Дже                                              | Найкращий актор/найкраща акторка | «Море моєї матері»                              |
| 1997 | Лі Хє Йон                                                  | Найкращий актор/найкраща акторка | «Передчуття»                                    |
| 1997 | Хон Рі На                                                  | Найкращий актор/найкраща акторка | «Гора»                                          |
| 1999 | Пак Кин Хьон                                               | Драма                            | Н/Д                                             |
| 1999 | Кім Йон Рім                                                | Драма                            | Н/Д                                             |
| 2000 | Лі Сун Дже                                                 | Найкращий актор                  | «Аджумма»                                       |
| 2000 | На Мун Хі                                                  | Найкраща акторка                 | «Пан герцог»                                    |
| 2001 | Кім Кук Джін                                               | Найкращий актор                  | «Солодкий ведмедик», «Торговець», «Хон Кук Йон» |
| 2001 | Ко Ду Сім                                                  | Найкраща акторка                 | «Її будинок»                                    |
| 2002 | Хан Хє Сук                                                 | Н/Д                              | «Пані русалка»                                  |
| 2002 | Чон Йон Сук                                                | Н/Д                              | «Пані русалка»                                  |
| 2002 | Пак Кин Хьон                                               | Н/Д                              | «Пані русалка»                                  |
| 2002 | Акторський склад серіалу «Сільські щоденники» (29 акторів) | Н/Д                              | «Сільські щоденники»                            |
| 2003 | Чо Че Хьон                                                 | Н/Д                              | «Сніжна людина», «Тамо»                         |
| 2003 | Ім Хьон Сік                                                | Н/Д                              | «Те Чан Ким»                                    |
| 2003 | Пе Чон Ок                                                  | Н/Д                              | «Доки ти мріяла»                                |
| 2003 | Ян Мі Кьон                                                 | Н/Д                              | «Те Чан Ким»                                    |
| 2004 | Пьон Чон Су                                                | Н/Д                              | «Жінка, що хоче одружитися»                     |
| 2004 | Са Мі Джа                                                  | Н/Д                              | «Лотусова фея»                                  |
| 2005 | Лі Ток Хва                                                 | Н/Д                              | «5-та Республіка»                               |
| 2005 | Сон Чхан Мін                                               | Н/Д                              | «Сін Дон»                                       |
| 2006 | Хо Чун Хо                                                  | Історичній драма                 | «Джумонг»                                       |
| 2006 | О Йон Су                                                   | Історичній драма                 | «Джумонг»                                       |
| 2006 | Кон Ю                                                      | Мінісеріал                       | «Одного чудового дня»                           |
| 2006 | Сон Ю Рі                                                   | Мінісеріал                       | «Одного чудового дня»                           |
| 2006 | Пьон У Мін                                                 | Мильна опера                     | «Кохай мене якнайкраще, поки можеш»             |
| 2006 | Хон Кьон Мін                                               | Мильна опера                     | «Кохання не може чекати»                        |
| 2006 | Лі Йон А                                                   | Мильна опера                     | «Кохання не може чекати»                        |
| 2006 | Кім Чін Ґин                                                | Коротка драма                    | Н/Д                                             |
| 2006 | Со Йон Хі                                                  | Коротка драма                    | «Хто живе в тому будинку?»                      |
| 2006 | Лі Кє Ін                                                   | Актор-ветеран/Акторка-ветеранка  | «Джумонг»                                       |
| 2006 | Кім Ча Ок                                                  | Актор-ветеран/Акторка-ветеранка  | «Моя улюблена сестра»                           |
| 2006 | Кім Хє Ок                                                  | Актор-ветеран/Акторка-ветеранка  | «Над веселкою»                                  |
| 2014 | Пьон Хі Бон                                                | Коротка драма                    | «Гуля мого життя»                               |

## Нагороди новачкам

### Найкращий новий актор
| Рік  | Переможець    | Робота                                                     |
| ---- | ------------- | ---------------------------------------------------------- |
| 1974 | Ю Ін Чхон     | Н/Д                                                        |
| 1975 | Хьон Сок      | «Щоденник нареченої»                                       |
| 1976 | Ха Ін Су      | Н/Д                                                        |
| 1977 | Кім Тон Хьон  | Н/Д                                                        |
| 1978 | Лі Вон Йон    | «Посмішка»                                                 |
| 1980 | Кіль Йон У    | Н/Д                                                        |
| 1982 | Юн Сун Хон    | Н/Д                                                        |
| 1983 | Ім Йон Ґю     | Н/Д                                                        |
| 1984 | Чхве Сан Хун  | «Кохання і правда»                                         |
| 1985 | Чон Сон Мо    | Н/Д                                                        |
| 1986 | Кім Джу Син   | «Перше кохання», «500 років Чосону: Намхансансон»          |
| 1987 | Пак Чхан Хван | «Обличчя міста»                                            |
| 1988 | Пак Сан Вон   | «Людський ринок», «Наше містечко»                          |
| 1989 | Мун Йон Мін   | «Щаслива жінка»                                            |
| 1990 | Хон Хак Пхьо  | «Наш рай»                                                  |
| 1991 | Чон Мьон Хван | «Очі світанку»                                             |
| 1992 | Кім Чхан У    | «Наш рай»                                                  |
| 1993 | Хан Сок Ґю    | «Сини та доньки», «Пілот»                                  |
| 1994 | Чха Ін Пхьо   | «Кохання в твоїх обіймах», «Кареїскі», «Дівчина мого сина» |
| 1995 | Ан Че Ук      | «Готель»                                                   |
| 1996 | Чон Чун Хо    | «Причина, чому не розлучився»                              |
| 1997 | Ю Тхе Ун      | «Зірка в моєму серці»                                      |
| 1998 | Пак Йон Ха    | «Побачити знову і знову»                                   |
| 1998 | Ю О Сон       | «Завтрішня мета»                                           |
| 1999 | Кім Сан Ґьон  | «Остання війна», «Дні щастя»                               |
| 1999 | Чха Тхе Хьон  | «Я досі тебе кохаю», «У сонячне світло»                    |
| 1999 | Юн Тхе Йон    | «Босс»                                                     |
| 2000 | Ко Су         | «Мати та старша сестра»                                    |
| 2000 | Кім Мьон Мін  | «Комусь подобається це гарячим»                            |
| 2001 | Чі Сон        | «Правила одруження»                                        |
| 2001 | Лі Со Джін    | «Її будинок»                                               |
| 2002 | Кім Чевон     | «Романтика»                                                |
| 2002 | Кім Сон Мін   | «Пані русалка»                                             |
| 2003 | Кан Тон Вон   | «1% будь-чого»                                             |
| 2003 | Кім Мін Джун  | «Тамо»                                                     |
| 2004 | Ерік Мун      | «Фенікс»                                                   |
| 2004 | Хьон Бін      | «Ірландія»                                                 |
| 2005 | Деніел Генні  | «Моя кохана Сам Сун»                                       |
| 2005 | Кан Чі Хван   | «Будь сильна, Кимсун!»                                     |
| 2005 | Лі Мін Ґі     | «Будь сильна, Кимсун!»                                     |
| 2006 | Чу Чі Хун     | «Палац»                                                    |
| 2006 | Вон Кі Джун   | «Джумонг»                                                  |
| 2007 | Хан Сан Джін  | «За білою вежею», «Лі Сан»                                 |
| 2007 | Кім Мін Сон   | «Ахьондонська пані»                                        |
| 2008 | Пак Хе Джін   | «Схід Едему»                                               |
| 2008 | Чан Гин Сок   | «Вірус Бетховена»                                          |
| 2009 | Лі Син Хьо    | «Королева Сондок»                                          |
| 2009 | Ю Син Хо      | «Королева Сондок»                                          |
| 2010 | Лі Сан Юн     | «Дім, милий дім»                                           |
| 2010 | Лі Тхе Сон    | «Грайливий поцілунок»                                      |
| 2012 | Кім Че Джун   | «Доктор Джин»                                              |
| 2012 | Лі Чан У      | «Ось йде пан О», «Я роблю, я роблю»                        |
| 2013 | Лі Сан Йоп    | «Трохи кохання ніколи не зашкодить»                        |
| 2013 | О Чхан Сок    | «Принцеса Аврора»                                          |
| 2014 | Чхве Тхе Джун | «Мамин сад»                                                |
| 2014 | Ім Сі Ван     | «Трикутник»                                                |
| 2015 | Кан Ин Тхак   | «Апкуджонське опівнічне сонце»                             |
| 2015 | Юн Хьон Мін   | «Моя донька, Ким Са Воль»                                  |
| 2015 | Лі Су Хьок    | «Вчений, який гуляє вночі»                                 |
| 2016 | Нам Чу Хьок   | «Фея важкої атлетики Кім Бок Чжу»                          |
| 2016 | Рю Чун Йоль   | «Роман на удачу»                                           |
| 2017 | Кім Чон Хьон  | «Повстанець»                                               |
| 2017 | Кім Сон Хо    | «Два копа»                                                 |
| 2018 | Кім Кьон Нам  | «Прийди та обійми мене»                                    |
| 2018 | Лі Чон Йон    | «Прощавай, До побачення»                                   |
| 2019 | Лі Че Ук      | «Надзвичайна ти»                                           |
| 2019 | Роун          | «Надзвичайна ти»                                           |
| 2020 | Ан По Хьон    | «Кайрос»                                                   |
| 2021 | Кан Хун       | «Червоний рукав»                                           |
| 2022 | Лі Чон Вон    | «Золота ложка»                                             |
| 2023 | Кім Му Джун   | «Закохані»                                                 |
| 2023 | Кім Юн У      | «Закохані»                                                 |
| 2024 | Лі Ґасоп      | «Провал пам'яті»                                           |
| 2024 | Хо Намджун    | «Коли дзвонить телефон»                                    |

### Найкраща нова акторка
| Рік  | Переможець     | Робота                                                                       |
| ---- | -------------- | ---------------------------------------------------------------------------- |
| 1974 | Пак Чон Су     | Н/Д                                                                          |
| 1975 | Ко Ду Сім      | «Припливи та відпливи»                                                       |
| 1976 | О Мі Йон       | Н/Д                                                                          |
| 1977 | Кім По Йон     | Н/Д                                                                          |
| 1978 | Хан Мі Йон     | «Посмішка»                                                                   |
| 1979 | Ім Чон Ха      | «Хто Ви?»                                                                    |
| 1980 | Чо Хан Рьо     | Н/Д                                                                          |
| 1981 | Лі Мі Джі      | «Жіноче запекле змагання — Чан Хі Бін»                                       |
| 1982 | Лі Хє Сук      | Н/Д                                                                          |
| 1983 | Чхве Мьон Ґіль | Н/Д                                                                          |
| 1984 | Хван Сін Хє    | «Щоденник коханої дружини»                                                   |
| 1985 | Хо Юн Джон     | Н/Д                                                                          |
| 1985 | Кан Сок Ран    | Н/Д                                                                          |
| 1986 | Кім То Йон     | «Селище на березі моря», «500 років Чосону: Намхансансон»                    |
| 1987 | Ан Мьон Сук    | «Кохання та амбіції»                                                         |
| 1987 | Пак Сун Е      | «Обличчя міста»                                                              |
| 1988 | Кьон Мі Рі     | «500 років Чосону: Корелева Інхьон», «Голод у місті»                         |
| 1989 | Чха Чу Ок      | «Три родини під одним дахом», «Особлива телепрограма MBC TV — Портрет Адама» |
| 1990 | О Йон Су       | «Танцювальний каяґим»                                                        |
| 1990 | Лі Кьон А      | «Будинок з глибоким садом»                                                   |
| 1991 | Им Чон Хі      | «Наш рай», «Початок прощання»                                                |
| 1992 | Квак Чін Йон   | «Сини та доньки»                                                             |
| 1993 | Ко Со Йон      | «Море моєї матері»                                                           |
| 1994 | Сім Ин Ха      | «Останній матч», «М», «Мілина»                                               |
| 1995 | Кім Чі Хо      | «Квартира»                                                                   |
| 1996 | Лі Мін Йон     | «Партнер»                                                                    |
| 1997 | Кім Чі Йон     | «Медичні брати», «Героїчне повстання», «Ти і я»                              |
| 1998 | Кім Хьон Джу   | «Я не знаю нічого крім кохання»                                              |
| 1998 | Со Ю Джон      | «Я не знаю нічого крім кохання», «Завтрішня мета»                            |
| 1999 | Лі Тхе Ран     | «До побачення, моє кохання», «Дні щастя»                                     |
| 1999 | Кім Чон Ин     | «Дні щастя»                                                                  |
| 2000 | Ха Чі Вон      | «Таємниця»                                                                   |
| 2001 | Со Ю Джін      | «Смачна пропозиція»                                                          |
| 2001 | Сон Є Джін     | «Смачна пропозиція»                                                          |
| 2002 | Ім Чі Ин       | «Золотий вагон»                                                              |
| 2002 | Кім Кю Рі      | «Я кохаю тебе, Хьон Чон»                                                     |
| 2003 | Чон Та Бін     | «Коти на даху»                                                               |
| 2003 | Су Е           | «Любовний лист», «Карусель»                                                  |
| 2004 | Кім Мін Чон    | «Ірландія»                                                                   |
| 2004 | Лі Да Хе       | «Лотусова фея»                                                               |
| 2005 | Со Чі Хє       | «Сін Дон»                                                                    |
| 2006 | Нам Сан Мі     | «Мила шпигунка»                                                              |
| 2006 | Юн Ин Хє       | «Палац»                                                                      |
| 2007 | Лі Ха На       | «Весела Мері»                                                                |
| 2007 | Лі Чі А        | «Легенда»                                                                    |
| 2008 | Лі Со Йон      | «Золоті роки мого життя»                                                     |
| 2008 | Лі Йон Хі      | «Схід Едему»                                                                 |
| 2009 | Лім Чу Ин      | «Душа»                                                                       |
| 2009 | Со У           | «Острів Тамра»                                                               |
| 2010 | Чо Юн Хі       | «Золота рибка»                                                               |
| 2010 | Пак Ха Сон     | «Дон Ї»                                                                      |
| 2012 | Кім Со Ин      | «Королівський лікар»                                                         |
| 2012 | О Йон Со       | «Ось йде пан О»                                                              |
| 2013 | Пек Чін Хі     | «Імператриця Кі»                                                             |
| 2013 | Чон Со Мін     | «Принцеса Аврора»                                                            |
| 2014 | Хан Сон Хва    | «Трояндові коханці»                                                          |
| 2014 | Ко Сон Хі      | «Міс Корея», «Щоденник нічного сторожа»                                      |
| 2015 | Пак Ха На      | «Апкуджонське опівнічне сонце»                                               |
| 2015 | Лі Сон Ґьон    | «Квітка королеви»                                                            |
| 2015 | Лі Ю Пі        | «Вчений, який гуляє вночі»                                                   |
| 2016 | Нам Чі Хьон    | «Король шопінгу Луї»                                                         |
| 2016 | Чо Бо А        | «Монстр»                                                                     |
| 2017 | Лі Сон Бін     | «Зникла 9»                                                                   |
| 2017 | Сохьон         | «Поганий злодій, хороший злодій»                                             |
| 2018 | О Син А        | «Таємниці і брехня»                                                          |
| 2018 | Лі Соль        | «Менше ніж зло»                                                              |
| 2019 | Кім Хє Юн      | «Надзвичайна ти»                                                             |
| 2020 | Кім Хє Джун    | «Об'єднання зусиль, що досягти однієї мети»                                  |
| 2021 | Кім Чі Ин      | «Вуаль»                                                                      |
| 2022 | Йону           | «Золота ложка»                                                               |
| 2022 | Кім Мін Джу    | «Шлюб під забороною»                                                         |
| 2023 | Чу Хьон Йон    | «Як Пак шлюбний контракт складала»                                           |
| 2023 | Пак Чон Йон    | «Закохані»                                                                   |
| 2024 | Чхе Вонбін     | «Сумнів»                                                                     |

### Найкращий новий актор мінісеріалу
| Рік  | Переможець | Робота         |
| ---- | ---------- | -------------- |
| 2011 | Лі Кі Ґван | «Моя принцеса» |
| 2011 | Пак Ю Чхон | «Міс Ріплі»    |

### Найкраща нова акторка мінісеріалу
| Рік  | Переможець   | Робота  |
| ---- | ------------ | ------- |
| 2011 | Хьомін       | «Кєбек» |
| 2011 | Со Хьон Джін | «Дует»  |

### Найкращий новий актор мильної опери
| Рік  | Переможець | Робота              |
| ---- | ---------- | ------------------- |
| 2011 | Пак Юн Дже | «Незламні невістки» |

### Найкраща нова акторка мильної опери
| Рік  | Переможець | Робота              |
| ---- | ---------- | ------------------- |
| 2011 | Лі Ха Ні   | «Незламні невістки» |

## Нагороди для юних акторів

### Найкращий юний актор
| Рік  | Переможець   | Робота                                         |
| ---- | ------------ | ---------------------------------------------- |
| 1976 | Хон Чон Хьон | Н/Д                                            |
| 1977 | Пак Чон Пом  | Н/Д                                            |
| 1978 | Сон Чхан Мін | «Пошукова група X»                             |
| 2007 | Пак Чі Бін   | «Лі Сан»                                       |
| 2008 | Пак Кон Тхе  | «Схід Едему»                                   |
| 2008 | Сін Тон У    | «Схід Едему»                                   |
| 2009 | Лі Хьон Сок  | «Насолоджуйся життям»                          |
| 2010 | Лі Хьон Сок  | «Дон Ї»                                        |
| 2011 | Ян Хан Йоль  | «Величне кохання»                              |
| 2012 | Йо Чін Ку    | «Місяць, що обіймає сонце», «Я сумую за тобою» |
| 2013 | Чхон По Ґин  | «Класна кімната королеви»                      |
| 2014 | Юн Чхан Йон  | «Мама»                                         |
| 2015 | Ян Хан Йоль  | «Вона була гарненька»                          |
| 2017 | Лі Ро Ун     | «Повстанець»                                   |
| 2017 | Нам Та Рим   | «Кохання короля»                               |
| 2018 | Кім Кон У    | «Мій таємний Терріус»                          |
| 2018 | Ван Сок Хьон | «Клятва перед Богом»                           |

### Найкраща юна акторка
| Рік  | Переможець   | Робота                                          |
| ---- | ------------ | ----------------------------------------------- |
| 1980 | Сін Мін Ґьон | Н/Д                                             |
| 2007 | Со Сін Е     | «Дякую»                                         |
| 2008 | Нам Чі Хьон  | «Схід Едему»                                    |
| 2009 | Чон Мін Со   | «Хороша робота, хороша робота»                  |
| 2009 | Нам Чі Хьон  | «Королева Сондок»                               |
| 2010 | Кім Ю Чон    | «Дон Ї», «Полум'я бажання»                      |
| 2011 | Кім Ю Бін    | «Ура коханню»                                   |
| 2012 | Кім Со Хьон  | «Місяць, що обіймає сонце», «Я сумую за тобою»  |
| 2012 | Кім Ю Чон    | «Місяць, що обіймає сонце», «Травнева королева» |
| 2013 | Кім Хян Ґі   | «Класна кімната королеви»                       |
| 2013 | Кім Се Рон   | «Класна кімната королеви»                       |
| 2013 | Лі Йон Ю     | «Класна кімната королеви»                       |
| 2013 | Со Сін Е     | «Класна кімната королеви»                       |
| 2014 | Кім Чі Йон   | «Чан Бо Рі вже тут!»                            |
| 2015 | Каль Со Вон  | «Моя донька, Ким Са Воль», «Гламурна спокуса»   |
| 2016 | Ку Кон Джін  | «Мати, яка працює, та тато, що вихувує дітей»   |
| 2016 | Чон Та Бін   | «Квітка в ув'язненні»                           |
| 2018 | Ок Є Рін     | «Мій таємний Терріус»                           |
| 2018 | Сін Ин Су    | «Поганий тато»                                  |
| 2018 | Рю Хан Бі    | «Прийди та обійми мене»                         |
| 2018 | Сін Бі       | «Прощавай, До побачення»                        |
| 2018 | Лі На Юн     | «Тримай мене міцніше»                           |
| 2018 | Чо Є Рін     | «Гра у схованки»                                |
| 2019 | Лі Су А      | «Вітаємо у житті»                               |

### Особлива нагорода у сфері телебачення юним акторам
| Рік  | Переможець   | Робота                       |
| ---- | ------------ | ---------------------------- |
| 1981 | Хван Чхі Хун | «Вчитель-тигр»               |
| 1982 | Ян Чін Йон   | Н/Д                          |
| 1983 | Кім Су Ян    | «Кан Нан І»                  |
| 1983 | Кім Су Йон   | «Кан Нан І»                  |
| 1984 | Йом Хьо Джон | Н/Д                          |
| 1986 | Лі Кон Джу   | «Три родини під одним дахом» |
| 1987 | Чхве Чон Хва | Н/Д                          |
| 1987 | Лі Чон Мін   | Н/Д                          |
| 1989 | Лі То Ин     | «Народження зірки»           |
| 1989 | Со Чон Мін   | «Народження зірки»           |
| 1992 | Лі Те Вон    | Н/Д                          |
| 1993 | Чон Джун     | «Сезон статевого дозрівання» |
| 1994 | Лі Чон Ху    | «Амбіції»                    |
| 1995 | Лі Че Сок    | «Квартира»                   |
| 1996 | Чхве Кан Хі  | «Я»                          |
| 1999 | Пак Чі Мі    | Н/Д                          |
| 1999 | Кім Чхо Йон  | Н/Д                          |

## Найкращий актор/акторка
| Рік  | Переможці  | Переможці        | Переможці  | Переможці       |
| Рік  | Актор      | Робота           | Акторка    | Робота          |
| ---- | ---------- | ---------------- | ---------- | --------------- |
| 2024 | Пьон Йохан | «Провал пам'яті» | Кім Намджу | «Чудесний світ» |

## Найкращий персонаж/найкраща персонажка
| Рік  | Переможець   | Робота                                   |
| ---- | ------------ | ---------------------------------------- |
| 2022 | Чхве Вон Йон | «Золота ложка»                           |
| 2023 | Кім Чон Тхе  | «Закохані»                               |
| 2024 | Чон Санхун   | «Свинячі відбивні»                       |
| 2024 | Квон Хехьо   | «Гірке солодке пеккло», «Провал пам'яті» |

### Найкращий лиходій/найкраща лиходійка
| Рік  | Переможець    | Робота     |
| ---- | ------------- | ---------- |
| 2017 | Чхве Тхе Джун | «Зникла 9» |

### Нагорода за акторський бойовий дух
| Рік  | Переможець  | Робота                     |
| ---- | ----------- | -------------------------- |
| 2017 | Кім Мьон Су | «Імператор: Володар маски» |

### Найкращий комічний персонаж/найкраща комічна персонажка
| Рік  | Переможець  | Робота     |
| ---- | ----------- | ---------- |
| 2017 | Чон Кьон Хо | «Зникла 9» |

## Продюсерська нагорода
| Рік  | Переможець           | Категорія          | Робота                                             |
| ---- | -------------------- | ------------------ | -------------------------------------------------- |
| 2006 | Чхон Чон Мьон        | Н/Д                | «Що таке, лисице?»                                 |
| 2006 | Чі Хьон У            | Н/Д                | «Над веселкою»                                     |
| 2006 | Чон Рьо Вон          | Н/Д                | «З якої зірки ти?»                                 |
| 2006 | Кім Ок Бін           | Н/Д                | «Над веселкою»                                     |
| 2007 | Кім Чхан Ван         | Н/Д                | «Перший магазин кавового принца», «За білою вежею» |
| 2008 | Лі Сун Дже           | Н/Д                | «Вірус Бетховена»                                  |
| 2008 | Йон Чон Хун          | Н/Д                | «Схід Едему»                                       |
| 2009 | Сін Ґу               | Н/Д                | «Королева Сондок»                                  |
| 2010 | Чхе Чон Ан           | За акторську гру   | «Королівський реверанс»                            |
| 2010 | Лі Тхе Ґон           | За акторську гру   | «Золота рибка»                                     |
| 2010 | О Кьон Хун (режисер) | Драма              | «Дім, милий дім»                                   |
| 2011 | Чхве Чон Хван        | Н/Д                | «Кєбек», «Дует»                                    |
| 2011 | Кім Чон Тхе          | Н/Д                | «Не можу програти», «Міс Ріплі»                    |
| 2011 | Сон Чі Хьо           | Н/Д                | «Кєбек»                                            |
| 2012 | Лі Сон Мін           | Актор/акторка року | «Золотий час»                                      |
| 2013 | Ха Чі Вон            | Актор/акторка року | «Імператриця Кі»                                   |
| 2014 | Лі Ю Рі              | Актор/акторка року | «Чан Бо Рі вже тут!»                               |
| 2015 | Хван Чон Им          | Актор/акторка року | «Вбий мене, зціли мене», «Вона була гарненька»     |
| 2018 | Хо Чун Хо            | Актор/акторка року | «Прийди та обійми мене»                            |

## Особлива нагорода у сфері телебачення для авторів/Найкращий автор/найкраща авторка
| Рік  | Переможець                   | Категорія              | Робота                                                                |
| ---- | ---------------------------- | ---------------------- | --------------------------------------------------------------------- |
| 1984 | Чо Тон Хі                    | Н/Д                    | «Ппоппоппо»                                                           |
| 1985 | Кім Чон Су                   | Н/Д                    | Н/Д                                                                   |
| 1985 | Сон Чі На                    | Н/Д                    | Н/Д                                                                   |
| 1986 | Пак Мьон Сон                 | Н/Д                    | Н/Д                                                                   |
| 1987 | Юн Те Сон                    | Н/Д                    | «Три родини під одним дахом», «Театр MBC найкращих бестселерів»       |
| 1988 | Кім Ун Ґьон                  | Драма                  | Н/Д                                                                   |
| 1989 | Чу Чхан Ок                   | Н/Д                    | Н/Д                                                                   |
| 1989 | Лі Сан Хьон                  | Н/Д                    | Н/Д                                                                   |
| 1990 | Пак Чін Сок                  | Н/Д                    | «Та жінка»                                                            |
| 1990 | Хон Ха Сан                   | Н/Д                    | Програма прямого ефіру «Місце громадських думок»                      |
| 1991 | Чхве Сон Сіль                | Н/Д                    | Н/Д                                                                   |
| 1991 | Сім Йон Сік                  | Н/Д                    | Н/Д                                                                   |
| 1991 | Ку Ча Хьон                   | Н/Д                    | Н/Д                                                                   |
| 1994 | Чхве Ван Ґю                  | Драма                  | «Загальна лікарня»                                                    |
| 1994 | Лі Кин Су                    | Культурна телепрограма | Н/Д                                                                   |
| 1995 | Чхве Юн Джон                 | Н/Д                    | «Партнер»                                                             |
| 1995 | Ко Хє Рім                    | Н/Д                    | «Партнер»                                                             |
| 1996 | Кім Ін Йон                   | Драма                  | «Найкращий театр MBC»                                                 |
| 1996 | Юн Сон Хі                    | Драма                  | «Партнер»                                                             |
| 1996 | Кім Мі Ра                    | Культурна телепрограма | Н/Д                                                                   |
| 1996 | Сон Мі Ґьон                  | Культурна телепрограма | Н/Д                                                                   |
| 1997 | Кім Хє Джу                   | Н/Д                    | Н/Д                                                                   |
| 1997 | Чо Ин Мі                     | Н/Д                    | Н/Д                                                                   |
| 1998 | Ім Сон Хан                   | Драма                  | Н/Д                                                                   |
| 1998 | Юн Хі Йон                    | Культурна телепрограма | «Крик Ку Сон Е»                                                       |
| 1999 | Чон Сон Хі                   | Драма                  | «Кукхі»                                                               |
| 1999 | Пак Сон Йон                  | Драма                  | «Кукхі»                                                               |
| 2000 | Чхве Ван Ґю                  | Драма                  | «Хо Чун»                                                              |
| 2000 | Лі Чін Су                    | Культурна телепрограма | Н/Д                                                                   |
| 2000 | Кім Сон Док                  | Розважальна програма   | Н/Д                                                                   |
| 2001 | Кім Чон Су                   | Драма                  | «Її будинок»                                                          |
| 2002 | Ім Сон Хан                   | Драма                  | «Пані русалка»                                                        |
| 2002 | Пе Ю Мі                      | Драма                  | «Романтика»                                                           |
| 2003 | Кім Йон Хьон                 | Н/Д                    | «Те Чан Ким»                                                          |
| 2003 | Пак Чі Хьон                  | Н/Д                    | «Доки ти мріяла»                                                      |
| 2003 | Чон Хьон Су                  | Н/Д                    | «Тамо»                                                                |
| 2003 | Но Кьон Хі                   | Н/Д                    | Гумористична документальна програма «Радість, злість, смуток і щастя» |
| 2005 | Лі Чон Сон                   | Н/Д                    | «Будь сильна, Кимсун!»                                                |
| 2005 | Лі А Мі                      | Н/Д                    | «Записник продюсера»                                                  |
| 2005 | Кім Чун А                    | Н/Д                    | «Я хочу зустріти тебе хоча б один раз»                                |
| 2006 | Хан Сон Джон                 | Н/Д                    | Спеціальна телепрограма MBC, W                                        |
| 2007 | Кім І Йон                    | Н/Д                    | «Лі Сан»                                                              |
| 2007 | Хан Сук Джа                  | Н/Д                    | Спеціальна телепрограма MBC                                           |
| 2008 | На Йон Сук                   | Н/Д                    | «Схід Едему»                                                          |
| 2008 | Хон Чін А та Хон Ча Рам      | Н/Д                    | «Вірус Бетховена»                                                     |
| 2008 | Кім Ин Хі                    | Н/Д                    | Спеціальна телепрограма MBC                                           |
| 2009 | Кім Йон Хьон і Пак Сан Йон   | Н/Д                    | «Королева Сондок»                                                     |
| 2009 | Пак Чі Ин                    | Н/Д                    | «Королева домогосподарок»                                             |
| 2009 | Но Кьон Хі                   | Н/Д                    | «Сльози арктики»                                                      |
| 2010 | Чо Ин Джон                   | Н/Д                    | «Золота рибка»                                                        |
| 2010 | Пак Хьон Джу                 | Н/Д                    | «Насолоджуйся життям»                                                 |
| 2010 | Ко Хє Рім                    | Н/Д                    | «Сльози амазонки»                                                     |
| 2011 | Хон Чон Ин і Хон Мі Ран      | Мінісеріал             | «Величне кохання»                                                     |
| 2011 | Пе Ю Мі                      | Мильна опера           | «Сяй сяй»                                                             |
| 2012 | Сон Йон Мок                  | Н/Д                    | «Травнева королева»                                                   |
| 2012 | Чін Су Ван                   | Н/Д                    | «Місяць, що обіймає сонце»                                            |
| 2013 | Чан Йон Чхоль і Чон Кьон Сун | Н/Д                    | «Імператриця Кі»                                                      |
| 2013 | Ку Хьон Сук                  | Н/Д                    | «Столітня спадщина»                                                   |
| 2014 | Кім Сун Ок                   | Н/Д                    | «Чан Бо Рі вже тут!»                                                  |
| 2014 | Ю Юн Ґьон                    | Н/Д                    | «Мама»                                                                |
| 2015 | Чо Сон Хі                    | Н/Д                    | «Вона була гарненька»                                                 |
| 2015 | Ха Чхон Ок                   | Н/Д                    | «Змусьте жінку заплакати»                                             |
| 2016 | Сон Че Джон                  | Н/Д                    | «W — Два світи»                                                       |
| 2017 | Хван Чі Йон                  | Н/Д                    | «Повстанець»                                                          |
| 2018 | О Чі Йон                     | Н/Д                    | «Мій таємний Терріус»                                                 |
| 2019 | Кім Пан Ді                   | Н/Д                    | «Спеціальний інспектор з праці»                                       |
| 2021 | Чон Хе Рі                    | Н/Д                    | «Червоний рукав»                                                      |

## Нагороди за популярність

### Нагорода за популярність (актори)
| Рік  | Переможець    | Робота                                                |
| ---- | ------------- | ----------------------------------------------------- |
| 1995 | Пак Йон Сік   | «4-та республіка»                                     |
| 1995 | Лі Чхан Хван  | «4-та республіка»                                     |
| 1996 | Ю Тон Ґин     | «Коханці»                                             |
| 1997 | Ан Че Ук      | «Зірка в моєму серці», «Кровава битва з метою помсти» |
| 1998 | Хо Чун Хо     | «Побачити знову і знову»                              |
| 1999 | Кан Нам Ґіль  | «Остання війна»                                       |
| 1999 | Кам У Сон     | «Я досі тебе кохаю»                                   |
| 2001 | Ю Чун Сан     | «Лис і цукрова вата»                                  |
| 2002 | Кім Чевон     | «Романтика»                                           |
| 2002 | Ю Чун Сан     | «Лис і цукрова вата»                                  |
| 2003 | Кім Ре Вон    | «Коти на даху»                                        |
| 2004 | Ерік Мун      | «Фенікс»                                              |
| 2005 | Хьон Бін      | «Моя кохана Сам Сун»                                  |
| 2006 | О Чі Хо       | «Дивна пара»                                          |
| 2007 | Пе Йон Джун   | «Легенда»                                             |
| 2008 | Сон Син Хон   | «Схід Едему»                                          |
| 2009 | Лі Джун Гі    | «Герой»                                               |
| 2010 | Кім Хьон Джун | «Грайливий поцілунок»                                 |
| 2011 | Кім Чевон     | «Чи можеш ти почути моє серце»                        |
| 2012 | Кім Су Хьон   | «Місяць, що обіймає сонце»                            |
| 2013 | Лі Син Ґі     | «Книга сім'ї Ку»                                      |
| 2014 | Сін Ха Ґюн    | «Містер Бек»                                          |
| 2015 | Пак Со Джун   | «Вбий мене, зціли мене», «Вона була гарненька»        |
| 2017 | Кім Мьон Су   | «Імператор: Володар маски»                            |

### Нагорода за популярність (акторки)
| Рік  | Переможець   | Робота                                         |
| ---- | ------------ | ---------------------------------------------- |
| 1997 | Лі Хє Йон    | «Передчуття»                                   |
| 1998 | Кім Хі Сон   | «Завжди твоя»                                  |
| 1998 | Юн Хе Йон    | «Побачити знову і знову»                       |
| 1999 | Чхе Рім      | «Я досі тебе кохаю»                            |
| 2001 | Кім Нам Джу  | «Її будинок»                                   |
| 2002 | Пьон Чон Су  | «Чоловік в кризовому стані»                    |
| 2002 | Кон Хьо Джін | «Володар свого власного світу»                 |
| 2003 | Ха Чі Вон    | «Тамо»                                         |
| 2004 | Лі На Йон    | «Ірландія»                                     |
| 2005 | Кім Сон А    | «Моя кохана Сам Сун»                           |
| 2006 | Хан Є Силь   | «Дивна пара»                                   |
| 2007 | Лі Чі А      | «Легенда»                                      |
| 2008 | Лі Йон Хі    | «Схід Едему»                                   |
| 2009 | Со У         | «Острів Тамра»                                 |
| 2010 | Хан Хьо Джу  | «Дон Ї»                                        |
| 2011 | Кон Хьо Джін | «Величне кохання»                              |
| 2012 | Ю Ин Хє      | «Я сумую за тобою»                             |
| 2013 | Ха Чі Вон    | «Імператриця Кі»                               |
| 2014 | Чан На Ра    | «Доля кохати тебе», «Містер Бек»               |
| 2015 | Хван Чон Им  | «Вбий мене, зціли мене», «Вона була гарненька» |
| 2017 | Кім Со Хьон  | «Імператор: Володар маски»                     |

### Найкраща пара
| Рік  | Переможець                  | Робота                        |
| ---- | --------------------------- | ----------------------------- |
| 1996 | Лі Чон Вон та Кім Хє Су     | «Партнер»                     |
| 1997 | Ан Че Ук та Чхве Чін Сіль   | «Зірка в моєму серці»         |
| 1998 | Чон По Сок та Кім Чі Су     | «Побачити знову і знову»      |
| 1999 | Кам У Сон та Чхе Рім        | «Я досі тебе кохаю»           |
| 2002 | Кім Сон Мін та Чан Со Хі    | «Пані русалка»                |
| 2003 | Лі Со Джін та Ха Чі Вон     | «Тамо»                        |
| 2004 | Лі Со Джін та Лі Ин Джу     | «Фенікс»                      |
| 2005 | Хьон Бін та Кім Сон А       | «Моя кохана Сам Сун»          |
| 2006 | О Чі Хо та Ха Є Силь        | «Дивна пара»                  |
| 2007 | Пе Йон Джун та Лі Чі А      | «Легенда»                     |
| 2008 | Сон Син Хон та Лі Йон Хі    | «Схід Едему»                  |
| 2009 | Кім Нам Ґіль та Лі Йо Вон   | «Королева Сондок»             |
| 2010 | Лі Сон Ґюн та Кон Хьо Джін  | «Паста»                       |
| 2011 | Чха Син Вон та Кон Хьо Джін | «Величне кохання»             |
| 2012 | Лі Джун Гі та Сін Мін А     | «Аран і магістрат»            |
| 2013 | Лі Син Ґі та Пе Сюзі        | «Книга сім'ї Ку»              |
| 2014 | Чан Хьок та Чан На Ра       | «Доля кохати тебе»            |
| 2015 | Чі Сон та Пак Со Джун       | «Вбий мене, зціли мене»       |
| 2016 | Лі Чон Сок та Хан Хьо Джу   | «W — Два світи»               |
| 2019 | Чха Ин У та Сін Се Кьон     | «Історикиня»                  |
| 2020 | Кім Тон Ук та Мун Га Йон    | «Знайди мене у своїй пам’яті» |
| 2021 | Лі Чун Хо та Лі Се Йон      | «Червоний рукав»              |
| 2022 | Лі Чон Сок та Ім Юн А       | «Базіка»                      |
| 2023 | Нам Кун Мін та Ан Ин Джін   | «Закохані»                    |
| 2024 | Ю Йонсок та Чхе Су Бін      | «Коли дзвонить телефон»       |

### Улюблена драма року глядачів
| Рік  | Переможець        |
| ---- | ----------------- |
| 2007 | «Легенда»         |
| 2008 | «Вірус Бетховена» |
| 2009 | «Королева Сондок» |
| 2010 | «Дон Ї»           |

### Улюблений актор/акторка року
| Рік  | Переможець   | Категорія                            | Робота                         |
| ---- | ------------ | ------------------------------------ | ------------------------------ |
| 2000 | Ім Хьон Сік  | Вибір глядачів, популярний персонаж  | «Хо Чун»                       |
| 2000 | Пак Сан Мьон | Вибір глядачів, популярний персонаж  | «Погані друзі»                 |
| 2000 | Кім Со Йон   | Вибір глядачів, популярна персонажка | «Усе про Єву»                  |
| 2000 | Пак Со Йон   | Вибір глядачів, популярна персонажка | «Правда»                       |
| 2000 | Хван Су Джон | Вибір журналістів                    | «Хо Чун»                       |
| 2002 | Ян Тон Кин   | Вибір глядачів                       | «Володар свого власного світу» |
| 2002 | Чан Сон Хі   | Вибір глядачів                       | «Пані русалка»                 |
| 2002 | Ян Тон Кин   | Вибір журналістів                    | «Володар свого власного світу» |
| 2002 | Чан Сон Хі   | Вибір журналістів                    | «Пані русалка»                 |

### Нагорода «Зірка корейської хвилі»
| Рік  | Переможець | Робота             |
| ---- | ---------- | ------------------ |
| 2012 | Юн Ин Хє   | «Я сумую за тобою» |

## Топ 10 зірок
| Рік  | Переможець   | Робота                                         |
| ---- | ------------ | ---------------------------------------------- |
| 2015 | Чха Син Вон  | «Чудова політика»                              |
| 2015 | Лі Джун Гі   | «Вчений, який гуляє вночі»                     |
| 2015 | Пак Со Джун  | «Вбий мене, зціли мене», «Вона була гарненька» |
| 2015 | Хван Чон Им  | «Вбий мене, зціли мене», «Вона була гарненька» |
| 2015 | Кім Хі Сон   | «Сердита мама»                                 |
| 2015 | Кім Сон Рьон | «Квітка королеви»                              |
| 2015 | Пек Чін Хі   | «Моя донька Ким Са Воль»                       |
| 2015 | Ю Йон Сок    | «Теплий та затишний»                           |
| 2015 | Чі Сон       | «Вбий мене, зціли мене»                        |
| 2015 | Кім Ю Чон    | «Сердита мама»                                 |

## Нагороди для акторів озвучування

### Нагорода за високу майстерність

#### Найкращий актор озвучування
| Рік  | Переможець    |
| ---- | ------------- |
| 1975 | Кім Сон Ґьом  |
| 1976 | Чон Син Хьон  |
| 1977 | Хван Іль Чхон |

#### Найкраща акторка озвучування
| Рік  | Переможець |
| ---- | ---------- |
| 1975 | Ко Ин Джон |
| 1976 | На Мун Хі  |
| 1977 | Кім Сон Ок |

#### Найкращий актор/акторка озвучування реклами
| Рік  | Переможець  |
| ---- | ----------- |
| 1976 | Кім Сун Джа |

### Нагороди новачкам

#### Новий актор озвучування
| Рік  | Переможець  |
| ---- | ----------- |
| 1976 | Кім Йон Сік |

#### Нова акторка озвучування
| Рік  | Переможець |
| ---- | ---------- |
| 1976 | Кан Мі     |
| 1987 | Сон Ю Джін |

### Нагорода за майстерність у сфері радіо

#### Найкращий актор/акторка озвучування
| Рік  | Переможець  |
| ---- | ----------- |
| 1983 | Кім Тхе Хун |
| 1986 | Пак Со Хьон |
| 1990 | Кім Чон Сон |

### Особлива нагорода у сфері телебачення

#### Найкращий актор/акторка озвучування
| Рік  | Переможець     | Категорія                       | Робота                                                       |
| ---- | -------------- | ------------------------------- | ------------------------------------------------------------ |
| 1984 | Лі Йон Сік     | Н/Д                             | Н/Д                                                          |
| 1984 | Кі Кьон Ок     | Н/Д                             | Н/Д                                                          |
| 1986 | Кім Кі Хьо     | Н/Д                             | Н/Д                                                          |
| 1987 | Чон Син Хьон   | За озвучення іноземних фільмів  | Н/Д                                                          |
| 1988 | Сон Тон Йон    | Іноземні фільми                 | Н/Д                                                          |
| 1991 | Пак Со Хьон    | Н/Д                             | Н/Д                                                          |
| 1993 | Со Йон Е       | Н/Д                             | «Район Беверлі-Гіллз»                                        |
| 1997 | Пак Йон Хі     | Н/Д                             | Н/Д                                                          |
| 1998 | Кім Кван Чхоль | Дублювання                      | Н/Д                                                          |
| 1999 | Пак Йон Хі     | Н/Д                             | Н/Д                                                          |
| 2002 | Пак Чі Хун     | За дублювання іноземних фільмів | Н/Д                                                          |
| 2005 | Лі Чон Хьок    | Н/Д                             | «CSI: Місце злочину»                                         |
| 2005 | Чхве Сон У     | Н/Д                             | «CSI: Місце злочину»                                         |
| 2006 | Кім Йон Сон    | Н/Д                             | «CSI: Місце злочину»                                         |
| 2006 | Ю Сон Хє       | Н/Д                             | «CSI: Місце злочину»                                         |
| 2007 | Ом Хьон Джон   | Н/Д                             | «C.S.I.: Місце злочину Маямі»                                |
| 2007 | Чхве Вон Хьон  | Н/Д                             | «Місце злочину: Нью-Йорк»                                    |
| 2008 | Кім Хо Сон     | Н/Д                             | «CSI: Місце злочину»                                         |
| 2008 | Чон Нам        | Н/Д                             | «C.S.I.: Місце злочину Маямі»                                |
| 2009 | Сон Сон Ньо    | Н/Д                             | «Нуль скарг»                                                 |
| 2009 | Чхве Хан       | Н/Д                             | «CSI: Місце злочину»                                         |
| 2010 | Сін Сон Хо     | Н/Д                             | Н/Д                                                          |
| 2010 | Сон Чун Сок    | Н/Д                             | Н/Д                                                          |
| 2011 | Пак Со Йон     | За дублювання іноземних фільмів | Н/Д                                                          |
| 2012 | Чон Су Бін     | За дублювання іноземних фільмів | «C.S.I.: Місце злочину Маямі (10 сезон)»                     |
| 2015 | Чон Че Хон     | За дублювання іноземних фільмів | Н/Д                                                          |
| 2016 | Чхве Су Джін   | Н/Д                             | «Ага! Команда дослідників тварин», «Місце злочину: Нью-Йорк» |

### Особлива нагорода у сфері радіо

#### Найкращий актор/акторка озвучування
| Рік  | Переможець   | Робота                                           |
| ---- | ------------ | ------------------------------------------------ |
| 1985 | О Хє Сук     | Н/Д                                              |
| 1986 | Сон Ин Джу   | Н/Д                                              |
| 1988 | Лі Син Хван  | Н/Д                                              |
| 1992 | Лі Чон О     | Н/Д                                              |
| 1994 | Кім Мьон Су  | Н/Д                                              |
| 1995 | Квак Те Хон  | Н/Д                                              |
| 1996 | Чон Кук Ґин  | Н/Д                                              |
| 1997 | Хон Син Ок   | Н/Д                                              |
| 1998 | Лі Пьон Сік  | Документальна програма «30 років бурхливих змін» |
| 1999 | Кім То Хьон  | Н/Д                                              |
| 2001 | Лі Чхоль Йон | Н/Д                                              |
| 2005 | Пак Йон Хва  | «50 років бурхливих змін»                        |
| 2006 | Ан Чі Хван   | «Побачення о другій годині»                      |
| 2008 | Кім Кан Сан  | «50 років бурхливих змін»                        |
| 2009 | Вон Хо Соп   | «50 років бурхливих змін»                        |
| 2010 | Сін Сон Хо   | «Класична битва» Пе Хан Сона і Пе Чхіль Су       |
| 2010 | Сон Чун Сок  | «Класична битва» Пе Хан Сона і Пе Чхіль Су       |
| 2012 | Чхве Сан Ґі  | «Класична битва» Пе Хан Сона і Пе Чхіль Су       |

#### Найкращий актор/акторка озвучування реклами
| Рік  | Переможець |
| ---- | ---------- |
| 1983 | Кім Су Хі  |
| 1986 | Сон Ин Джу |

#### Найкращий актор/акторка озвучування і діджей
| Рік  | Переможець |
| ---- | ---------- |
| 1983 | Сон То Сун |

### Нагорода за досягнення
| Рік  | Переможець    | Робота                               |
| ---- | ------------- | ------------------------------------ |
| 1975 | Кім Хьон Джік | «Уся земля Кореї згідно з легендами» |
| 1975 | Ю Кі Хьон     | «Уся земля Кореї згідно з легендами» |
| 1984 | Квак Те Хон   | Н/Д                                  |
| 1985 | Кім Чхун Бан  | Н/Д                                  |
| 1991 | Рю Кі Хьон    | «Уся земля Кореї згідно з легендами» |

### Нагорода за досягнення у сфері радіо
| Рік  | Переможець |
| ---- | ---------- |
| 1983 | Кім Кі Сон |
| 1992 | Ко Ин Джон |

## Нагороди у сфері телебачення для ведучих

### Нагорода за високу майстерність
| Рік  | Переможець | Робота                          |
| ---- | ---------- | ------------------------------- |
| 1984 | Пак Сан Ґю | «Кохання і правда», «Ппоппоппо» |

### Нагорода за майстерність

#### Найкращий ведучий
| Рік  | Переможець | Робота |
| ---- | ---------- | ------ |
| 1984 | Лі Чу Іль  | Н/Д    |

#### Найкраща ведуча
| Рік  | Переможець | Робота |
| ---- | ---------- | ------ |
| 1984 | О Мі Хі    | Н/Д    |

### Найкращий новий ведучий/найкраща нова ведуча
| Рік  | Переможець   | Робота      |
| ---- | ------------ | ----------- |
| 1984 | Кіль Ин Джон | «Ппоппоппо» |

### Особлива нагорода

#### Найкращий ведучий/найкраща ведуча
| Рік  | Переможець   | Робота                                                         |
| ---- | ------------ | -------------------------------------------------------------- |
| 1982 | Лі Чон Ан    | Н/Д                                                            |
| 1984 | Кім Чон Джун | Н/Д                                                            |
| 1987 | Лі Тхе Рім   | «Відлуння пісні»                                               |
| 1988 | Лі Тхе Рім   | «Відлуння пісні»                                               |
| 1989 | Лі Сан Йон   | «Етап дружби»                                                  |
| 1990 | Лі Ток Хва   | «Субота субота є веселою»                                      |
| 1991 | Лі Тхек Рім  | «Популярна пісня кожного»                                      |
| 1991 | Хван Ін Йон  | «Життеві розмови»                                              |
| 1992 | Ім Пек Чхон  | «Ексклюзивна телевізійна розважальна програма»                 |
| 1992 | Кім Йон Джу  | Н/Д                                                            |
| 1993 | Хо Су Ґьон   | «Вибір! Мені подобається субота»                               |
| 1993 | Лі Мун Се    | «Недільна недільна ніч»                                        |
| 1994 | Кім Син Хьон | «Субота субота є веселою»                                      |
| 1995 | Хан Сон Ґю   | Н/Д                                                            |
| 1996 | Ім Сон Хун   | «Це пряма трансляція Ім Сон Хуна», «Студія кохання»            |
| 1997 | Хван Ін Йон  | «Пряма трансляція Хван Ін Йона: Чудовий ранок»                 |
| 1998 | Ім Сон Хун   | «Це пряма трансляція Ім Сон Хуна», «Студія кохання»            |
| 1999 | Кім Сон Хван | «Зараз є щасливе срібне рідне місто»                           |
| 2000 | Сін Тон Хо   | Н/Д                                                            |
| 2000 | Пак Чон Сук  | Н/Д                                                            |
| 2001 | Кім Пом До   | Н/Д                                                            |
| 2001 | Лі Кьон Сіль | Н/Д                                                            |
| 2001 | Ю Сі Мін     | Н/Д                                                            |
| 2002 | Сон Сок Хі   | «100 хвилині дебати»                                           |
| 2002 | Пак Су Хон   | «Машина часу»                                                  |
| 2003 | Лі Че Йон    | «Пряма трансляція: Дуже особливий ранок», «Знайди! Смачний ТБ» |
| 2004 | Кім Сон Джу  | «Яблуня»                                                       |
| 2004 | Кім Кван Мін | «Етап середових мистецтв»                                      |
| 2004 | Лі Хьон У    | «Етап середових мистецтв»                                      |
| 2005 | Пак Хє Джін  | «У будинку Хє Джін»                                            |
| 2005 | Сон Тон Іль  | «Інформаційна розмова — Майстер на всі руки»                   |
| 2006 | Сін Тон Хо   | «Пряма трансляція: Сьогоднішній ранок»                         |
| 2007 | Кім Сон Хван | «Зараз є щасливе срібне рідне місто»                           |
| 2007 | Ім Є Джін    | «Хороший день»                                                 |

#### Найкращий новий ведучий/найкраща нова ведуча
| Рік  | Переможець  | Робота |
| ---- | ----------- | ------ |
| 1989 | Кім Йон Джу | Н/Д    |

### Нагорода за досягнення
| Рік  | Переможець                                 | Робота |
| ---- | ------------------------------------------ | ------ |
| 1997 | Викладач університету Кванун, Кім Хьон Джу | Н/Д    |

## Сімейна нагорода
| Рік  | Переможець                  |
| ---- | --------------------------- |
| 2005 | «Моя кохана Сам Сун»        |
| 2006 | «Моя улюблена сестра»       |
| 2007 | «Кубики маринованої редьки» |
| 2008 | «Я кохаю тебе, не плач»     |
| 2009 | «Насолоджуйся життям»       |
| 2010 | «Глорія»                    |

## Нагороди у сфері комедійних програм

### Нагорода за високу майстерність

#### Найкращий комік
| Рік  | Переможець   | Робота                                                                  |
| ---- | ------------ | ----------------------------------------------------------------------- |
| 1975 | Ку Пон Со    | «Ура для чоловіка і дружини»                                            |
| 1976 | Пе Сам Рьон  | Н/Д                                                                     |
| 1977 | Лі Кі Дон    | Н/Д                                                                     |
| 1984 | Лі Йон Сік   | «Кохання і правда»                                                      |
| 1985 | Кім Пьон Джо | «Молодіжний марш»                                                       |
| 1986 | Лі Чу Іль    | «Великий марш у недільну ніч», «Молодіжний марш»                        |
| 1987 | Пе Іль Джіп  | «Великий марш у недільну ніч»                                           |
| 1988 | Со Се Вон    | «Великий марш у недільну ніч», «Молодіжний марш»                        |
| 1989 | Лі Кю Хьок   | «Недільна недільна ніч», «Комедійний театр MBC», «Ага! Це подвійна дія» |
| 1990 | Чу Пьон Джін | «Недільна недільна ніч»                                                 |
| 1991 | Лі Кьон Ґю   | «Недільна недільна ніч»                                                 |
| 1991 | Чхве Пьон Со | «Недільна недільна ніч»                                                 |
| 1992 | Лі Кьон Ґю   | «Недільна недільна ніч»                                                 |
| 1993 | Лі Хон Рьоль | «Якщо сміятися, то прийде удача»                                        |
| 1994 | Лі Хві Дже   | «Недільна недільна ніч»                                                 |

#### Найкраща комікиня
| Рік  | Переможець   | Робота                                                                  |
| ---- | ------------ | ----------------------------------------------------------------------- |
| 1975 | Кім Хі Джа   | «Якщо сміятися, то прийде удача»                                        |
| 1976 | Квон Кві Ок  | Н/Д                                                                     |
| 1977 | Кім Хі Сок   | Н/Д                                                                     |
| 1986 | Кім Йон Ха   | «Великий марш у недільну ніч», «Молодіжний марш»                        |
| 1987 | Кім По Хва   | «Молодіжний марш»                                                       |
| 1988 | Кім Хє Йон   | «Великий марш у недільну ніч»                                           |
| 1989 | Пе Юн Джон   | «Недільна недільна ніч», «Комедійний театр MBC», «Ага! Це подвійна дія» |
| 1993 | Лі Кьон Сіль | «Якщо сміятися, то прийде удача»                                        |
| 1994 | Лі Кьон Сіль | «Сьогодні — хороший день»                                               |

### Нагорода за майстерність

#### Найкращий комік
| Рік  | Переможець    | Робота                                           |
| ---- | ------------- | ------------------------------------------------ |
| 1984 | Кан Сок       | Н/Д                                              |
| 1985 | Лі Кю Хьок    | Н/Д                                              |
| 1986 | Лі Хон Рьоль  | «Великий марш у недільну ніч», «Молодіжний марш» |
| 1987 | Со Се Вон     | «Великий марш у недільну ніч»                    |
| 1988 | Чхве Пьон Со  | «Великий марш у недільну ніч»                    |
| 1989 | Чу Пьон Джін  | «Недільна недільна ніч»                          |
| 1990 | Чон Че Хван   | «Молодіжний марш»                                |
| 1991 | Кім Чхан Джун | «Недільна недільна ніч»                          |
| 1992 | Кім Сан Хо    | «Якщо сміятися, то прийде удача»                 |
| 1993 | Лі Хві Дже    | «Сьогодні — хороший день»                        |
| 1994 | Кан Хо Дон    | «Сьогодні — хороший день»                        |

#### Найкраща комікиня
| Рік  | Переможець   | Робота                                           |
| ---- | ------------ | ------------------------------------------------ |
| 1984 | Пе Юн Джон   | Н/Д                                              |
| 1985 | Кім Хє Йон   | Н/Д                                              |
| 1986 | Кім По Хва   | «Великий марш у недільну ніч», «Молодіжний марш» |
| 1987 | Кім Хє Йон   | «Молодіжний марш»                                |
| 1988 | Лі Хьон Джу  | «Молодіжний марш»                                |
| 1989 | Чон Че Юн    | «Молодіжний марш», «Недільна недільна ніч»       |
| 1990 | Пак Мі Сон   | «Молодіжний марш»                                |
| 1991 | Лі Кьон Сіль | «Недільна недільна ніч»                          |
| 1993 | Кім Сон Ин   | «Якщо сміятися, то прийде удача»                 |

### Нагороди новачкам

#### Новий комік
| Рік  | Переможець   | Робота                                           |
| ---- | ------------ | ------------------------------------------------ |
| 1981 | Кім Мьон Док | «Велика гумористична операція»                   |
| 1982 | Лі Хон Рьоль | Н/Д                                              |
| 1983 | Чхве Пьон Со | Н/Д                                              |
| 1984 | Чо Чон Хьон  | «Молодіжний марш»                                |
| 1985 | Пак Се Мін   | Н/Д                                              |
| 1986 | Лі Кьон Ґю   | «Великий марш у недільну ніч», «Молодіжний марш» |
| 1987 | Хон Кі Сун   | «Молодіжний марш»                                |
| 1988 | Кім Сан Хо   | «Великий марш у недільну ніч»                    |
| 1989 | Пе Йон Ман   | «Недільна недільна ніч», «Молодіжний марш»       |
| 1990 | Лі Че Пхо    | «Молодіжний марш»                                |
| 1991 | Со Син Ман   | «Недільна недільна ніч»                          |
| 1993 | Со Кьон Сок  | «Недільна недільна ніч»                          |
| 1993 | Лі Юн Сок    | «Недільна недільна ніч»                          |
| 1994 | Хон Кі Хун   | «Недільна недільна ніч»                          |

#### Нова комікиня
| Рік  | Переможець   | Робота                                                             |
| ---- | ------------ | ------------------------------------------------------------------ |
| 1983 | Кім Хє Йон   | Н/Д                                                                |
| 1984 | Кім По Хва   | «Молодіжний марш»                                                  |
| 1985 | Кім Пок Бе   | Н/Д                                                                |
| 1986 | Хан Воль Сун | «Молодіжний марш»                                                  |
| 1987 | Лі Хьон Джу  | «Великий марш у недільну ніч», «Молодіжний марш»                   |
| 1988 | Пак Мі Сон   | «Великий марш у недільну ніч», «Молодіжний марш»                   |
| 1989 | Лі Ок Джу    | «Молодіжний марш», «Ага! Це подвійна дія», «Недільна недільна ніч» |
| 1990 | Лі Кьон Сіль | «Молодіжний марш»                                                  |
| 1991 | Сін Кьон Сук |                                                                    |
| 1992 | Лі Йон Джа   | «Якщо сміятися, то прийде удача», «Недільна недільна ніч»          |
| 1994 | Со Чхун Хва  | «Сьогодні — хороший день»                                          |

### Особлива нагорода у сфері телебачення для коміків
| Рік  | Переможець   | Категорія                                    | Робота                                      |
| ---- | ------------ | -------------------------------------------- | ------------------------------------------- |
| 1981 | Пе Йон Джон  | За комедійну гру                             | «Якщо сміятися, то прийде удача»            |
| 1982 | Чон Е Джа    | За комедійну гру                             | Н/Д                                         |
| 1983 | Пе Іль Джіп  | За комедійну гру                             | «Якщо сміятися, то прийде удача»            |
| 1983 | Кім Йон Ха   | За комедійну гру                             | «Якщо сміятися, то прийде удача»            |
| 1983 | Кім Пьон Джо | За комедійну гру                             | «Великий марш у недільну ніч»               |
| 1984 | Со Йон Чхун  | За комедійну гру                             | «Великий марш у недільну ніч»               |
| 1985 | Чон Тон Сок  | Сценарист/сценаристка в комедійних програмах | Н/Д                                         |
| 1986 | Ку Пон Со    | За комедійну гру                             | «Великий марш у недільну ніч»               |
| 1987 | Хан Му       | За комедійну гру                             | Н/Д                                         |
| 1990 | Пе Іль Джіп  | За комедійну гру                             | Н/Д                                         |
| 1990 | Чон Е Джа    | За комедійну гру                             | Н/Д                                         |
| 1991 | Нам По Вон   | За комедійну гру                             | «Виступ у Ташкенті, що висловлює співчуття» |
| 1992 | Чхве Пьон Со | За комедійну гру                             | «Якщо сміятися, то прийде удача»            |
| 1993 | Ім Ха Рьон   | Комік/комікиня                               | «Сьогодні — хороший день»                   |

## Радіо

### Нагорода за високу майстерність
| Рік  | Переможець     | Робота                                      |
| ---- | -------------- | ------------------------------------------- |
| 1981 | Хан Кю Хі      | «Сезон кохання»                             |
| 1981 | Кім Ча Ок      | «Сезон кохання»                             |
| 1985 | Лі Чу Іль      | Н/Д                                         |
| 1987 | Лі Му Се       | «У ніч осяяну зорями»                       |
| 1988 | Лі Чон Хван    | «Нічне диско-шоу»                           |
| 1989 | Кім Кі Док     | «Обідня пісня з надією»                     |
| 1990 | Кан Сок        | Шоу «Посміхнися»                            |
| 1990 | Кім Хє Йон     | Шоу «Посміхнися»                            |
| 1991 | Чу Пьон Джін   | Шоу «100 хвилин» Чу Пьон Джіна і Но Са Йони |
| 1991 | Но Са Йон      | Шоу «100 хвилин» Чу Пьон Джіна і Но Са Йони |
| 1992 | Кім По Хва     | Н/Д                                         |
| 1993 | Кім Син Хьон   | «Жіноча ера»                                |
| 1993 | Сон Сук        | «Жіноча ера»                                |
| 1994 | Чхве Мьон Ґіль | Н/Д                                         |
| 1995 | Хван Ін Йон    | Н/Д                                         |
| 1996 | О Мі Хі        | «Вітальна кімната пісень»                   |
| 1997 | Лі Чон Хван    | Н/Д                                         |
| 1997 | Чхве Ю Ра      | Н/Д                                         |
| 1998 | Пе Чхоль Су    | «Музичний табір Пе Чхоль Су»                |
| 1999 | Кім Хин Ґук    | «Особлива операція»                         |
| 1999 | Пак Мі Сон     | «Особлива операція»                         |
| 2000 | Лі Тхек Рім    | «Насолоджуйся 2 годиною дня»                |
| 2001 | Кім Син Хьон   | «Жіноча ера»                                |
| 2001 | Ян Хі Ин       | «Жіноча ера»                                |
| 2002 | Юн То Хьон     | «Побачення о другій годині»                 |
| 2003 | Кан Сок        | Шоу «Посміхнися»                            |
| 2003 | Кім Хє Йон     | Шоу «Посміхнися»                            |
| 2004 | Пе Чхоль Су    | «Музичний табір Пе Чхоль Су»                |
| 2005 | Ок Чу Хьон     | «У ніч осяяну зорями»                       |
| 2006 | Чон Сон Хі     | «Обідня пісня з надією»                     |
| 2007 | Чхве Ю Ра      | «Зараз — ера радіо»                         |
| 2008 | Лі Мун Се      | «Це Лі Мун Се сьогодні зраку»               |
| 2009 | Сон Сок Хі     | «Фокус Сон Сок Хі»                          |
| 2010 | Чо Йон Нам     | «Зараз — ера радіо»                         |

### Нагорода за високу майстерність для ведучих
| Рік  | Переможець | Робота          |
| ---- | ---------- | --------------- |
| 1983 | Ім Кук Хі  | Н/Д             |
| 1986 | Со Ю Сок   | «Зелене світло» |

### Найкраща чоловіча роль
| Рік  | Переможець    | Робота                       |
| ---- | ------------- | ---------------------------- |
| 1978 | Кім Хьон Джік | «Королівська запекла битва»  |
| 1979 | Чхве Нак Чхон | «Зірки в тіні Осаки»         |
| 1980 | Пак Іль       | Н/Д                          |
| 1982 | Кім Кі Хьон   | «Кім Ір Сен, хто він такий?» |

### Найкраща жіноча роль
| Рік  | Переможець   | Робота                                                    |
| ---- | ------------ | --------------------------------------------------------- |
| 1978 | Чхве Сон Джа | «Тінь»                                                    |
| 1979 | Сон То Йон   | «Квітковий вітер, весняний вітер»                         |
| 1980 | Кім Йон Ок   | Н/Д                                                       |
| 1982 | Ю Мьон Ок    | «Загальна торгова компанія — Операція "Мілам" у Джакарті» |

### Нагорода за майстерність

#### Чоловіки
| Рік  | Переможець   | Робота                                            |
| ---- | ------------ | ------------------------------------------------- |
| 1981 | Кім Йон Сік  | «Запекле змагання за місце»                       |
| 1985 | Лі Мун Се    | «У ніч осяяну зорями»                             |
| 1987 | Лі Су Ман    | «Поп-музика сьогодні вночі»                       |
| 1988 | Кан Сок      | Шоу «Посміхнися»                                  |
| 1989 | Тхак Че Ін   | Н/Д                                               |
| 1991 | Лі Сон       | Н/Д                                               |
| 1992 | Юн Сан       | Н/Д                                               |
| 1993 | Пе Чхоль Су  | «Музичний табір Пе Чхоль Су»                      |
| 1994 | Чон Ю Сон    | Н/Д                                               |
| 1994 | Чон Вон Ґван | Н/Д                                               |
| 1995 | Кім Чхан Ван | «Спогади про поп-музику з Кім Чхан Ваном»         |
| 1996 | Кім Хин Ґук  | «Особлива операція»                               |
| 1997 | Пак Мьон Су  | «Національні запеклі змагання у вікторині»        |
| 1998 | Ом Кіль Чхон | «Ранковий біг»                                    |
| 1999 | Ю Хі Йоль    | «Музика міста FM»                                 |
| 1999 | Кім Пан Хі   | «Економіка, що схопила за руки»                   |
| 2000 | Кім Чон Сон  | Н/Д                                               |
| 2003 | Чхве Ян Рак  | «Веселе радіо Чхве Ян Рака»                       |
| 2004 | Чон Ю Сон    | «Зараз — ера радіо»                               |
| 2005 | Юн Чон Сін   | «Побачення о другій годині»                       |
| 2005 | Кім Сон Джу  | «Доброго ранку FM»                                |
| 2005 | Чі Сан Рьоль | «Ура Чі Сан Рьоля і Но Са Йона для другої години» |
| 2006 | Табло        | «Найкращі друзі — Табло і Чо Чон Рін»             |
| 2007 | Сон Сі Ґьон  | «Сині ночі з Сон Сі Ґьоном»                       |
| 2008 | Кан Сок У    | «Жіноча ера»                                      |
| 2008 | Канін        | «Найкращі друзі Каніна»                           |
| 2009 | Пак Мьон Су  | «Побачення о другій годині»                       |
| 2009 | Сіндон       | «Зупиніть нудний час» з Сіндоном і Кім Сін Йоні   |
| 2010 | Пе Чхіль Су  | «Класична битва» Пе Хан Сона і Пе Чхіль Су        |

#### Жінки
| Рік  | Переможець   | Робота                                |
| ---- | ------------ | ------------------------------------- |
| 1981 | Хон Син Ок   | «Звичайні люди»                       |
| 1985 | Мен Кьон Су  | «У ніч осяяну зорями»                 |
| 1987 | Кім Чін Сук  | Шоу «Посміхнися»                      |
| 1991 | Ян Хі Ґьон   | Н/Д                                   |
| 1992 | Кіль Ин Джон | Н/Д                                   |
| 1993 | Кім Хьон Джу | «Ранкове шоу FM»                      |
| 1994 | Сім Су Бон   | Альбом Сім Су Бону трот-пісень        |
| 1995 | Чхве Ю Ра    | «Зараз — ера радіо»                   |
| 1996 | Пак Мі Сон   | «Особлива операція»                   |
| 1996 | Хо Су Ґьон   | «Обідня пісня з надією»               |
| 1997 | Пе Ю Джон    | «Музика з фільмів FM»                 |
| 1998 | Кім На Ун    | «Насолоджуйся 2 годиною дня»          |
| 2002 | Кім Вон Хі   | «Обідня пісня з надією»               |
| 2002 | Ок Чу Хьон   | «У ніч осяяну зорями»                 |
| 2003 | Но Са Йон    | «Насолоджуйся 2 годиною дня»          |
| 2004 | Кім Мі Хва   | «Світове та наше»                     |
| 2006 | Пак Кьон Рім | «Зупиніть нудний час» з Пак Кьон Рім  |
| 2006 | Чо Чон Рін   | «Найкращі друзі — Табло і Чо Чон Рін» |
| 2007 | Пак Чон А    | «У ніч осяяну зорями»                 |
| 2010 | Хьон Йон     | «Обідня пісня з надією»               |

#### Найкращий діджей
| Рік  | Переможець | Робота |
| ---- | ---------- | ------ |
| 1983 | Хан Кьон Е | Н/Д    |

#### Найкращий ведучий
| Рік  | Переможець  | Робота                      |
| ---- | ----------- | --------------------------- |
| 1986 | Лі Сан Бьок | «Обідня пісня з надією»     |
| 1990 | Чхве Чу Бон | «Вітальна кімната пісень»   |
| 2001 | Юн То Хьон  | «Побачення о другій годині» |

#### Найкраща ведуча
| Рік  | Переможець | Робота              |
| ---- | ---------- | ------------------- |
| 1990 | Кім Мі Сук | «Музичний салон»    |
| 2001 | Чон Сон Хі | «Особлива операція» |

### Найкращий актор другого плану
| Рік  | Переможець  | Робота          |
| ---- | ----------- | --------------- |
| 1978 | Хан Кю Хі   | «Тінь»          |
| 1979 | На Сон Ґюн  | «Це Кім Се Вон» |
| 1980 | Кім Кі Хьон | Н/Д             |
| 1982 | Лі То Рьон  | Н/Д             |

### Найкраща акторка другого плану
| Рік  | Переможець   | Робота                      |
| ---- | ------------ | --------------------------- |
| 1978 | Кім Ин Йон   | «Я приїхав/-ла з Кореї»     |
| 1979 | Хан Йон Сук  | «Лист, що прийшов з Хаконе» |
| 1980 | Чхве Пан Ран | Н/Д                         |
| 1982 | У Мун Хі     | Н/Д                         |

### Нагорода новачками

#### Чоловіки
| Рік  | Переможець    | Робота                                  |
| ---- | ------------- | --------------------------------------- |
| 1978 | Тхак Че Ін    | «Голова дективного підрозділу»          |
| 1979 | Кім Тхе Хун   | «Записи трьох держав» автора Ю Кі Хьона |
| 1981 | Кім Мьон Су   | «Тінь»                                  |
| 1982 | Лі Ін Сон     | Н/Д                                     |
| 2000 | Пак Кван Хьон | «У ніч осяяну зорями»                   |
| 2007 | Чо Йон Нам    | «Зараз — ера радіо»                     |
| 2010 | Но Хон Чхоль  | «Найкращі друзі Но Хон Чхоля»           |

#### Жінки
| Рік  | Переможець  | Робота                   |
| ---- | ----------- | ------------------------ |
| 1978 | Кім Чін Сук | «Зізнання»               |
| 1979 | Кім Сун Сон | «Жінка, що продає щастя» |
| 1981 | Кім Со Ран  | «Недільний роман»        |
| 1982 | Кі Кьон Ок  | Н/Д                      |
| 2008 | Кім Сін Йон | «Зупиніть нудний час»    |
| 2009 | Тхейон      | «Найкращі друзі Тхейони» |

### Особлива нагорода
| Рік  | Переможець   | Категорія              | Робота                                          |
| ---- | ------------ | ---------------------- | ----------------------------------------------- |
| 1978 | Лі Пом Су    | Н/Д                    | У рекламі                                       |
| 1978 | Пак Ін Хі    | Н/Д                    | «Разом із Пак Ін Хі FM»                         |
| 1979 | Лі Сан Йон   | Н/Д                    | «Дядько Попай»                                  |
| 1979 | Лі Су Ман    | Н/Д                    | «Зустрінемося о 10» з Лі Су Маном               |
| 1979 | Пе Сам Рьон  | Н/Д                    | «Ті дні, ті пісні»                              |
| 1979 | Чон Пьон Ок  | Н/Д                    | Н/Д                                             |
| 1982 | Лі Чу Іль    | Розважальні програми   | Н/Д                                             |
| 1983 | Со Се Вон    | Діджей                 | Н/Д                                             |
| 1984 | О Хон Мьон   | Діджей                 | Н/Д                                             |
| 1984 | Лі Хан Рьоль | Діджей                 | Н/Д                                             |
| 1985 | Ом Чон Хен   | Вокаліст               | Н/Д                                             |
| 1985 | Чхве Йон Соп | Диригент               | Н/Д                                             |
| 1989 | Юн Хє Сон    | Репортер/Репортерка    | Н/Д                                             |
| 1989 | Чха Пу Ан    | Радіо-драма            | Н/Д                                             |
| 1990 | Мін Сон Хі   | Репортер/Репортерка    | «Оперативна інформація про ситуацію на дорогах» |
| 1991 | Чо Че Хо     | Репортер/Репортерка    | Н/Д                                             |
| 1991 | Кан Чі Йон   | Репортер/Репортерка    |                                                 |
| 1992 | Лі Чхун Хва  | За радіо-ефекти        |                                                 |
| 1993 | Пак Ким Сон  | Сценарист/сценаристка  | «Жіноча ера»                                    |
| 1993 | Пак Кьон Мі  | Репортер/Репортерка    | «Зелене світло»                                 |
| 1994 | Со Нам Джун  | Сценарист/сценаристка  | Н/Д                                             |
| 1994 | Кім Чі Йон   | Репортер/Репортерка    | Н/Д                                             |
| 1995 | Кім Сон Сіль | Репортер/Репортерка    | Н/Д                                             |
| 1996 | Кім Чон Хі   | Репортер/Репортерка    | Н/Д                                             |
| 1997 | Чо Со Йон    | Репортер/Репортерка    | Н/Д                                             |
| 1998 | Мун Ин Хі    | Музика                 | Н/Д                                             |
| 1998 | Лі Ин Ха     | Репортер/Репортерка    | «Спорт, спорт»                                  |
| 1999 | Ом Кі Хьок   | За радіо-ефекти        | Н/Д                                             |
| 1999 | Кім Кьон А   | Репортер/Репортерка    | Н/Д                                             |
| 2000 | Кім Хі Джо   | Репортер/Репортерка    | Н/Д                                             |
| 2002 | Ім Чін Мо    | Критик поп-музики      | Н/Д                                             |
| 2003 | Пак Мі Ра    | Репортер/Репортерка    | «Фокус Сон Сок Хі»                              |
| 2005 | Кім Мін Джон | Репортер/Репортерка    | «Фокус Сон Сок Хі»                              |
| 2006 | Ко Кьон Бон  | Репортер/Репортерка    | «У світ» із Пьон Чхан Ріпом                     |
| 2007 | Кім Ю Джон   | Репортер/Репортерка    | «Фокус Сон Сок Хі»                              |
| 2007 | Юн Йон Ок    | Автор/авторка редакції | «Світове та наше»                               |
| 2008 | Ю Джін       | Н/Д                    | «Світове та наше»                               |
| 2009 | Чан Джін     | Н/Д                    | «Радіо книжний клуб»                            |
| 2009 | Чхве Су Йон  | Репортер/Репортерка    | «Фокус Сон Сок Хі»                              |
| 2010 | Лі Чу Йон    | Диктор/дикторка        | «Музика з фільмів» з Лі Чу Йон                  |
| 2010 | Кім Ю Рі     | Репортер/Репортерка    | «Побачення о другій годині»                     |

#### Найкращий ведучий/найкраща ведуча
| Рік  | Переможець     | Робота                           |
| ---- | -------------- | -------------------------------- |
| 1982 | Чха Сон Хє     | Н/Д                              |
| 1986 | Пан Хі Док     | «Музика і життя»                 |
| 1987 | Чха Ян Сук     | Н/Д                              |
| 1988 | Чхве Мьон Ґіль | Н/Д                              |
| 1990 | Лі Юн Йон      | «Початок хоум-рану»              |
| 1990 | Чан Чхон Ік    | «Наш хор»                        |
| 1994 | Кім Хан Ґіль   | Н/Д                              |
| 1995 | Ом Кіль Чхон   | «Ранкова пробіжка»               |
| 1996 | Сін Че Йон     | Н/Д                              |
| 1997 | Пек Юн Дже     | Н/Д                              |
| 1998 | Сін Йон Хун    | «Історична поїздка Сін Йон Хуна» |
| 2000 | Ан Мун Сен     | Н/Д                              |
| 2005 | Лі Че Сон      | «Радіо Тоні Боґам» з Лі Че Соном |
| 2005 | Пе Чхоль Су    | «Веселе радіо Чхве Ян Рака»      |
| 2005 | Кім Мі Джін    | «Веселе радіо Чхве Ян Рака»      |
| 2006 | Сін Хе Чхоль   | «Примарна нація» з Сін Хе Чхолем |
| 2006 | О Су Сок       | «Це Лі Мун Се сьогодні зраку»    |
| 2006 | О Чі Хьон      | «Культуро, пограймо»             |

### Особлива нагорода для авторів/Найкращий автор/найкраща авторка
| Рік  | Переможець   | Робота                              |
| ---- | ------------ | ----------------------------------- |
| 1983 | Юн Чон Ґон   | Н/Д                                 |
| 1986 | Кім Кван Хві | Н/Д                                 |
| 1987 | Чан Сан Ук   | Н/Д                                 |
| 1988 | Пак Кьон Док | Н/Д                                 |
| 1989 | Лі Йон Сін   | Н/Д                                 |
| 1992 | Чо Сан Ман   | Н/Д                                 |
| 1995 | Хон Сон Мі   | Н/Д                                 |
| 1996 | Лі Таль Вон  | Н/Д                                 |
| 1997 | Лі Пьон Ґван | Н/Д                                 |
| 1998 | Кім Чон Даль | Спеціальнозапланована драма «Сусід» |
| 1999 | Ко Ин Ґьон   | Н/Д                                 |
| 2000 | Ку Ча Хьон   | Н/Д                                 |
| 2000 | Кім Кьон Ок  | Н/Д                                 |
| 2001 | Кім То Сан   | Н/Д                                 |
| 2003 | О Кьон А     | «Зараз — ера радіо»                 |
| 2005 | Чон Мі Сон   | «Це Лі Мун Се сьогодні зраку»       |
| 2006 | Лі Чі Йон    | «Фокус Сон Сок Хі»                  |
| 2007 | Кім Сон      | Шоу «Посміхнися»                    |
| 2008 | Кім Сін Ук   | «Приємно говорити»                  |
| 2009 | Рю Мі На     | «Зараз — ера радіо»                 |
| 2010 | Пак Чхан Соп | «Фокус Сон Сок Хі»                  |

### Нагорода за досягнення
| Рік  | Переможець                                                                                     | Категорія                              | Робота                         |
| ---- | ---------------------------------------------------------------------------------------------- | -------------------------------------- | ------------------------------ |
| 1977 | Ім Кук Хі                                                                                      | Н/Д                                    | Н/Д                            |
| 1978 | Кім Се Вон                                                                                     | Н/Д                                    | «Це Кім Се Вон»                |
| 1982 | Пьон Син Тхек                                                                                  | Музичний ансамбль на радіо             | Н/Д                            |
| 1986 | Кан Сі Чхоль                                                                                   | Н/Д                                    | Н/Д                            |
| 1988 | Чхве Йон Соп                                                                                   | Н/Д                                    | Н/Д                            |
| 1988 | Ом Чон Хен                                                                                     | Н/Д                                    | Н/Д                            |
| 1988 | Пек Хьон Ду                                                                                    | Н/Д                                    | Н/Д                            |
| 1989 | Ім Кук Хі                                                                                      | Діджей                                 | Н/Д                            |
| 1990 | Хван Мун Джу                                                                                   | Голова музичного ансамблю на радіо MBC | Н/Д                            |
| 1991 | Пак Кю Чхе                                                                                     | Ведучий/ведуча                         | Н/Д                            |
| 1992 | Лі По Хьон                                                                                     | Народні пісні                          | Н/Д                            |
| 1994 | Хо Тхе Хак                                                                                     | За співпрацю щодо місця                | Н/Д                            |
| 1995 | Голова «Асоціації безпеки дорожнього руху», Чон Чін Ґю                                         | За спонсорство                         | Н/Д                            |
| 1996 | Індустріальний банк Кореї                                                                      | За спонсорство                         | Н/Д                            |
| 1999 | Виконавчий директор «HMM», Чан Чхоль Сун                                                       | Н/Д                                    | Н/Д                            |
| 1999 | Генеральний директор «KT Corporation», Сім Хон Чхоль                                           | Н/Д                                    | Н/Д                            |
| 2000 | Головний виконавчий директор «Daemyung A&B», Ю Че Хак                                          | Н/Д                                    | Н/Д                            |
| 2000 | Заступник керівника віділу зв'язків із громадкістю «Індустріального банку Корею», Кім Чхун Іль | Н/Д                                    | Н/Д                            |
| 2005 | Акціонерне товариство «iMBC»                                                                   | Н/Д                                    | Н/Д                            |
| 2007 | Кім Хе Ґьон                                                                                    | Дизайнер/дизайнерка                    | «Standard FM» та «Золота миша» |
| 2010 | Сон Кьон Соп                                                                                   | Н/Д                                    | «Широкі вихідні дні»           |

## Нагорода за досягнення
| Рік  | Переможець                                                                        | Категорія                                      | Робота                                          |
| ---- | --------------------------------------------------------------------------------- | ---------------------------------------------- | ----------------------------------------------- |
| 1975 | Лі Йон Ху                                                                         | Актор/акторка                                  | «Уся земля Кореї згідно з легендами»            |
| 1976 | Лі Йон Даль                                                                       | Н/Д                                            | Н/Д                                             |
| 1978 | Кім Сан Сун                                                                       | Актор/акторка                                  | Н/Д                                             |
| 1980 | Чхве Те Бок                                                                       | Музичний ансамбль                              | Н/Д                                             |
| 1982 | Вон Тон Ґюн                                                                       | Голова хору (ТБ)                               | Н/Д                                             |
| 1983 | Кім Кьон Ран                                                                      | Хореографія (ТБ)                               | Н/Д                                             |
| 1984 | Лі Ун Джу                                                                         | Музичний ансамбль                              | Н/Д                                             |
| 1985 | Чан Ік Хван                                                                       | Диригент/диригентка оркестру MBC               | Н/Д                                             |
| 1986 | Кім Ян Ґин                                                                        | ТБ                                             | Н/Д                                             |
| 1988 | Пак Сан Джо                                                                       | ТБ                                             | Н/Д                                             |
| 1988 | Кан Сон Хва                                                                       | ТБ                                             | Н/Д                                             |
| 1988 | Квон Кі Нам                                                                       | ТБ                                             | Н/Д                                             |
| 1989 | Команда серіалу «Інспектор-детектив»                                              | За акторську гру на ТБ                         | «Інспектор-детектив»                            |
| 1989 | Сін Тон Хон                                                                       | За мистецтво на ТБ                             | Н/Д                                             |
| 1989 | Хон Йон Су                                                                        | За виключні права                              | Н/Д                                             |
| 1990 | «Сім'я маленької зорі»                                                            | ТБ                                             | Н/Д                                             |
| 1990 | Сін Пон Син                                                                       | Автор/авторка                                  | «500 років Чосону»                              |
| 1991 | Чо Ін Хьон                                                                        | Автор-редактор/авторка-редкторка               | Н/Д                                             |
| 1991 | Сон Мун Соп                                                                       | За освітлення                                  | Н/Д                                             |
| 1991 | Лі По Хьон                                                                        | Сценарист/сценаристка                          | Н/Д                                             |
| 1991 | Кім Су Хьон                                                                       | Особлива нагорода                              | «Що таке кохання?» та інші                      |
| 1991 | Чхве Пуль Ам                                                                      | Особлива нагорода                              | «Інспектор-детектив», «Сільські щоденники» тощо |
| 1991 | Кім Хє Джа                                                                        | Особлива нагорода                              | «Сільські щоденники», «Що таке кохання?» тощо   |
| 1991 | Ку Пон Со                                                                         | Особлива нагорода                              | «Якщо сміятися, то прийде удача»                |
| 1992 | Чхве Те Рім                                                                       | За записування звуку на ТБ                     | Н/Д                                             |
| 1992 | Чо У Хьон                                                                         | За компонування музики/аранжування на ТБ       | Н/Д                                             |
| 1993 | Президент «Корейського народного селища»                                          | Н/Д                                            | Н/Д                                             |
| 1993 | Голова мистецької та танцювальної компаній MBC, Со Ин Ха                          | Н/Д                                            | Н/Д                                             |
| 1993 | Голова відповідальна за освтлення MBC, Хам Ван Тхак                               | Н/Д                                            | Н/Д                                             |
| 1993 | Коментатор передачі «Король з гри в ґо», Юн Кі Хьон                               | Н/Д                                            | Н/Д                                             |
| 1994 | Хван Ким Бон                                                                      | За редагування на ТБ                           | Н/Д                                             |
| 1994 | Кім Тон Сок                                                                       | Музичний ансамбль                              | Н/Д                                             |
| 1995 | Ко Ім Пхьо                                                                        | За редагування на ТБ                           | Н/Д                                             |
| 1995 | Директор «Університетської лікарні Аджу», Со Чон Хо                               | Волонтер/волонтерка на ТБ                      | Н/Д                                             |
| 1995 | Кан Ін Ґу                                                                         | За компонування музики на ТБ                   | Н/Д                                             |
| 1996 | Чон Йон Ґук                                                                       | За музику на ТБ                                | Н/Д                                             |
| 1996 | Чон Ту Хон                                                                        | За трюки на ТБ                                 | Н/Д                                             |
| 1997 | Президент «Happy I», Чон Йон Чхе                                                  | За спонсорство                                 | Н/Д                                             |
| 1997 | Голова відділу телеакторів, Пак Кван Нам                                          | ТБ                                             | Н/Д                                             |
| 1998 | Головний виконавчий директор «Асоціації загального страхування Кореї», Лі Сок Йон | За спонсорство                                 | Н/Д                                             |
| 1998 | Освітній директор «Асоціації авторів корейських мовників», Ю Хо                   | Автор/авторка на ТБ                            | Н/Д                                             |
| 1999 | Сон Че Хі                                                                         | Художній режисер/режисерка на ТБ               | Н/Д                                             |
| 1999 | Чо Тхе Соп                                                                        | Актор/акторка                                  | Н/Д                                             |
| 1999 | Кім Тон Сан                                                                       | Президент «Асоціації виробників (телепрограм)» | Н/Д                                             |
| 1999 | Кім Юн Йон                                                                        | Продюсер/продюсерка                            | Н/Д                                             |
| 2000 | Кім Йон Чхоль                                                                     | Оператор-постановник                           | Н/Д                                             |
| 2000 | Директор «SMI Entertaiment», Чо Йон Ґу                                            | ТБ                                             | Н/Д                                             |
| 2001 | Сон Кі Юн                                                                         | Н/Д                                            | «Метод життя цієї пари»                         |
| 2002 | Чон Е Ран                                                                         | Н/Д                                            | «Сільські щоденники»                            |
| 2003 | Голова спілки акторів, Лі Кьон Хо                                                 | Н/Д                                            | Н/Д                                             |
| 2003 | Голова відділу телеакторів, Чон Ін Тхек                                           | Н/Д                                            | Н/Д                                             |
| 2004 | Чхве Чон Су                                                                       | Продюсер/продюсерка                            | Н/Д                                             |
| 2005 | Чон Е Ран                                                                         | Н/Д                                            | Н/Д                                             |
| 2006 | Чон Хьон Су                                                                       | Автор/авторка на ТБ                            | Н/Д                                             |
| 2006 | Чо Со Хє                                                                          | Автор/авторка на ТБ                            | Н/Д                                             |
| 2006 | Чхве Ван Ґю                                                                       | Автор/авторка на ТБ                            | Н/Д                                             |
| 2007 | Голова відділу телеакторів, Чон Хан Хон                                           | Н/Д                                            | Н/Д                                             |
| 2007 | Кім Джон                                                                          | CGI команда                                    | «Легенда»                                       |
| 2008 | Чхве Чін Сіль                                                                     | ТБ                                             | Н/Д                                             |
| 2009 | Пак Чон Ран                                                                       | Автор/авторка на ТБ                            | Н/Д                                             |
| 2009 | Голова відділу телеакторів, Чхве Че Хо                                            | ТБ                                             | Н/Д                                             |
| 2009 | Коментатор бейсболу, Хо Ку Йон                                                    | ТБ                                             | Н/Д                                             |
| 2010 | Чон Хє Сон                                                                        | ТБ                                             | Н/Д                                             |
| 2010 | На Мун Хі                                                                         | ТБ                                             | Н/Д                                             |
| 2011 | Кан Пу Джа                                                                        | Н/Д                                            | Н/Д                                             |
| 2012 | Чо Кьон Хва                                                                       | Н/Д                                            | Н/Д                                             |
| 2013 | Пак Вон Сук                                                                       | Н/Д                                            | «Столітня спадщина»                             |
| 2013 | Хан Чін Хі                                                                        | Н/Д                                            | «Горщики золота»                                |
| 2014 | Кім Ча Ок                                                                         | Н/Д                                            | Н/Д                                             |
| 2021 | Лі Ток Хва                                                                        | Н/Д                                            | «Червоний рукав»                                |
| 2022 | Хван Ким Бон                                                                      | Режисер монтажу                                | Н/Д                                             |
| 2024 | Чхве Пуль Ам                                                                      | Н/Д                                            | Н/Д                                             |

## Нагорода «Особлива дошка пошани»
| Рік  | Переможець                    |
| ---- | ----------------------------- |
| 2024 | Кім Сумі (посмертна нагорода) |

## Ведучі
| №  | Рік  | Ведучий/Ведуча                 |
| -- | ---- | ------------------------------ |
| 12 | 1985 | Пьон Ун Джон                   |
| 13 | 1986 | Лі Ток Хва, Сон Ок Сук         |
| 14 | 1987 | Чхве Пуль Ам                   |
| 15 | 1988 | Пьон Ун Джон                   |
| 16 | 1989 | Пьон Ун Джон, Пек Чі Йон       |
| 17 | 1990 | Пьон Ун Джон, Чон По Йон       |
| 18 | 1991 | Хан Сон Ґю, Чон По Йон         |
| 19 | 1992 | Чха Ін Тхе, Кім Ин Джу         |
| 20 | 1993 | Хан Сон Ґю, Лі Кьон Ґю         |
| 21 | 1994 | Лі Мун Се, Пак Со Хьон         |
| 22 | 1995 | Лі Че Рьон, Сін Ин Ґьон        |
| 23 | 1996 | Лі Су Ман, Хо Су Ґьон          |
| 24 | 1997 | Сін Тон Хо, Чхе Сі Ра          |
| 25 | 1998 | Сін Тон Хо, Кім Джи Су         |
| 26 | 1999 | Сін Тон Хо, Кім Хьон Джу       |
| 27 | 2000 | Сін Тон Хо, Хван Су Джон       |
| 28 | 2001 | Сін Тон Хо, Кім Нам Джу        |
| 29 | 2002 | Пак Су Хон, Сон Ю Рі           |
| 30 | 2003 | Со Кьон Сок, Сон Ю Рі          |
| 31 | 2004 | Ю Че Сок, Сон Ю Рі, Кім Че Дон |
| 32 | 2005 | Пак Су Хон, Чон Рьо Вон        |
| 33 | 2006 | Ю Че Сок, Хан Є Силь           |
| 34 | 2007 | Сін Тон Йоп, Хьон Йон          |
| 35 | 2008 | Сін Тон Йоп, Хан Чі Хє         |
| 36 | 2009 | Лі Хві Дже, Пак Є Джін         |
| 37 | 2010 | Кім Йон Ман, Лі Со Йон         |
| 38 | 2011 | Чон Чун Хо, Лі Ха Ні           |
| 39 | 2012 | Кім Чевон, Сон Там Бі          |
| 40 | 2013 | Лі Син Ґі, Хан Чі Хє           |
| 41 | 2014 | Сін Тон Йоп, Чхве Су Йон       |
| 42 | 2015 | Сін Тон Йоп, Лі Сон Ґьон       |
| 43 | 2016 | Кім Кук Джін, Юї               |
| 44 | 2017 | О Сан Джін, Кім Сон Рьон       |
| 45 | 2018 | Кім Йон Ман, Сохьон            |
| 46 | 2019 | Кім Сон Джу, Хан Хє Джін       |
| 47 | 2020 | Кім Сон Джу                    |
| 48 | 2021 | Кім Сон Джу                    |
| 49 | 2022 | Кім Сон Джу, Чхве Су Йон       |
| 50 | 2023 | Кім Сон Джу, Пак Гю Йон        |
| 51 | 2024 | Кім Сон Джу, Чхе Су Бін        |

## Виноски
1. ↑  Тут свідомо використано термін «Нагорода», щоб відрізнити кор. 연기상, яке перекладається як «премія/нагорода за акторську гру» та кор. 연기대상, яке перекладається як «велика премія/нагорода за акторську гру»
2. ↑  Серіал названий на честь літературної роботи «Саміінґок» поета Чон Чхоля періода Чосон. Детальніше в корейській Вікіпедії: .
3. ↑  Того року нагорода «Великий приз (тесан) була скасована для акторів, натомість нагорода «Драма року» вручалася як Тесан[51].
4. 1 2  Переможці в категорії «Нагорода за високу майстерність», які вже були приведені в розділі «Великий приз» до 1985 року, не буде зазначено в цій таблиці.
5. ↑  В оригіналі — кор. MBC TV 피처 - 아담의 초상.
6. ↑  В оригіналі — кор. 생방송 여론광장.
7. ↑  В оригіналі — кор. 부부만세.
8. ↑  В оригіналі — кор. 폭소대작전.
9. ↑  В оригіналі — кор. 타슈켄트 위문공연.
10. ↑  В оригіналі — кор. 싱글벙글쇼.
11. ↑  В оригіналі — кор. 장소협조.
12. ↑  В оригіналі — кор. 주말 와이드.
13. ↑  В оригіналі — кор. 전속단 부문 공로상.